# Sinfonia n. 3 (Beethoven)
La Sinfonia n. 3 in mi bemolle maggiore Op. 55  fu composta da Ludwig van Beethoven fra il 1802 e il 1804. Fu eseguita privatamente per la prima volta il 9 giugno 1804 e pubblicamente il 7 aprile 1805 sotto la direzione del compositore. Questa composizione riveste, secondo il parere unanime di critici e musicologi, un ruolo decisivo non solo nella storia della sinfonia stessa, stravolgendone i paradigmi fondamentali con movimenti di lunghezza inedita, ma anche nell'intera storia della musica, in quanto getta le prime basi di transizione tra il classicismo e il romanticismo, segnando inoltre l'inizio del periodo eroico/centrale della produzione beethoveniana.

## Genesi

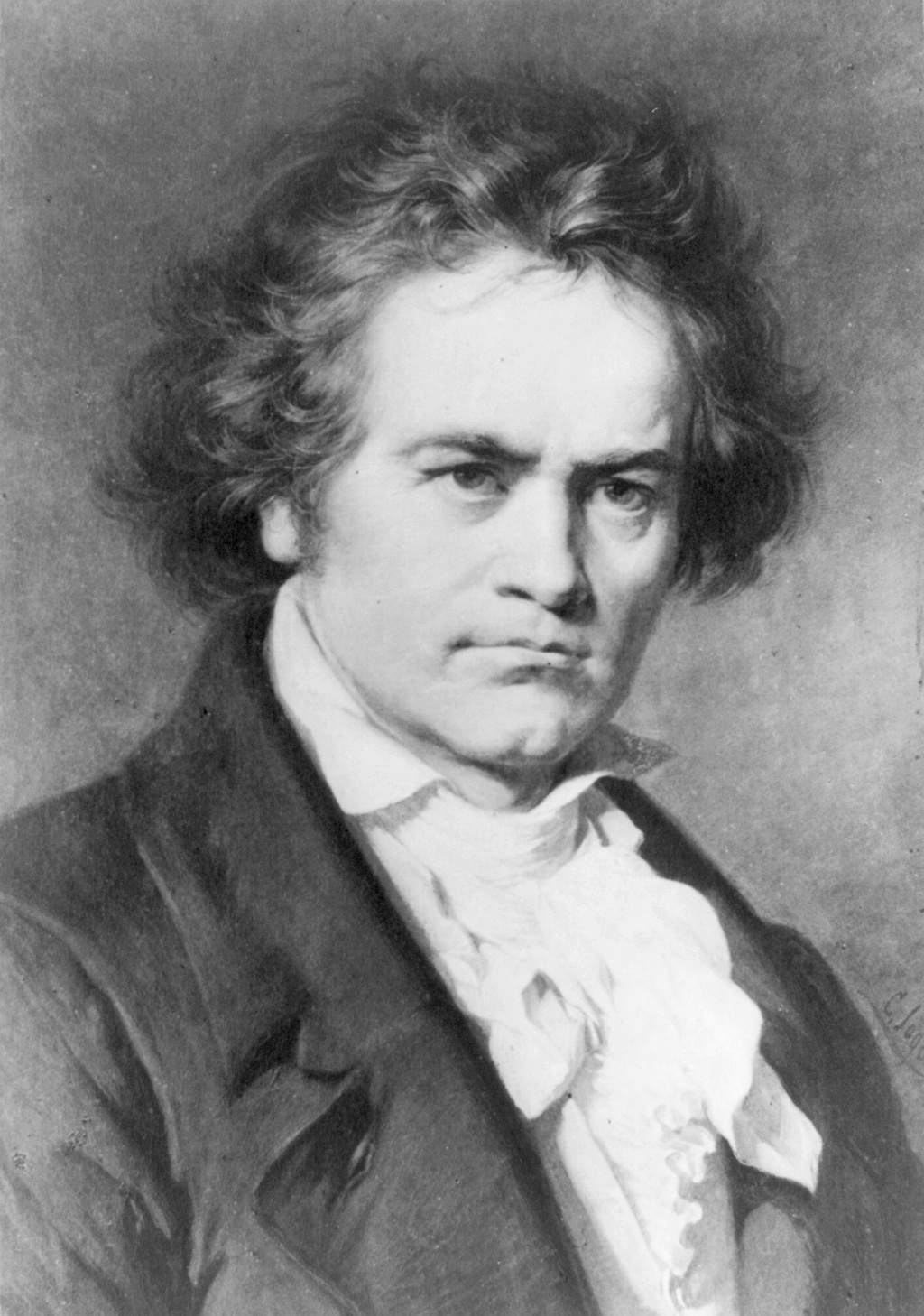
Beethoven ritratto da Carl Jaeger

La sinfonia fu inizialmente scritta per Napoleone e rappresenta la sintesi di tutta l'aspirazione all'epos riscoperta negli anni della rivoluzione. In essa si avverte la volontà di tenere insieme la musica e la realtà che già era stata avvertita, se pur in forma primitiva, nella pièce à sauvetage, nella marcia, nell'inno e nel pezzo strumentale a programma.
Beethoven, che come Hegel aveva visto nel generale corso "cavalcare lo spirito del mondo", gli indirizza una dedica, che in seguito disconoscerà in un impeto di sdegno, strappando il frontespizio dell'opera, dopo la sua incoronazione a imperatore. Proprio per questa delusione la sinfonia sarà quindi definitivamente intitolata (in italiano) "Sinfonia Eroica composta per festeggiare il sovvenire di un grand'uomo".
Il dedicatario definitivo sarà il principe Lobkowicz, un aristocratico boemo appassionato di musica e buon violinista dilettante, che ospitò nel proprio palazzo la prima esecuzione.

## Struttura
Il lavoro si compone di quattro movimenti:
1. Allegro con brio (12–18 min.) (Mi♭ maggiore)
2. Marcia funebre: Adagio assai (14–18 min.) (Do minore)
3. Scherzo: Allegro vivace (5–6 min.) (Mi♭ maggiore)
4. Finale: Allegro molto (10–14 min.) (Mi♭ maggiore)

A seconda dello stile del direttore o dell'osservanza della ripresa nel primo movimento, un'esecuzione può durare dai 41 ai 56 minuti circa.

## Caratteristiche
La Sinfonia Eroica si caratterizza per le sue grandi dimensioni e segna un punto di svolta nella concezione del genere sinfonico. Il primo tema, in mi bemolle maggiore, è basato sui tre suoni della triade e della tonalità d'impianto, mentre il tema del movimento finale era già stato impiegato nel balletto "Le creature di Prometeo".
Le dimensioni complessive dell'"Eroica" (la più lunga sinfonia scritta sino a quel momento) sono superate solamente dalla Nona Sinfonia. Il volume dell'orchestra è imponente.
La trasfigurazione epica raggiunge il massimo nella "Marcia funebre" con i rulli dei timpani, le trombe dal suono apocalittico, il fugato centrale e la melodica divagazione della coda. Il manoscritto originale è andato perduto, ma esiste una copia riveduta dall'autore nell'archivio degli "Amici della Musica" di Vienna.

## Analisi del primo movimento
Il primo movimento della sinfonia ha come metro tre quarti; la tonalità di base è mi bemolle maggiore. L’indicazione agogica (o tempo) indicata è "Allegro con brio". Un allegro che, secondo le intenzioni dello stesso Beethoven (riportate dallo Schindler), deve svolgersi con un «movimento moderato, grandiosamente calmo, poco accidentato». La struttura formale è quella di una forma-sonata con le tre parti: Esposizione - Sviluppo - Ripresa.  La stessa forma delle prime due sinfonie, ma con dimensioni notevolmente più ampie: i primi movimenti della prima e seconda sinfonia contano rispettivamente 298 e 360 battute, questo movimento è di 691 battute. Un'altra caratteristica di questo primo movimento è il ritmo che pur essendo ternario, spesso Beethoven trasforma in ritmo binario o anche sposta l'accentuazione nell'ultimo quarto della battuta.

### Esposizione
L'esposizione occupa le prime 155 battute ed è suddivisa in tre parti: 
1. Primo gruppo di temi (battute 1 - 36);
2. Secondo gruppo di temi (battute 45 - 83);
3. Zona di chiusura dell'esposizione (battute 83 - 155).

Il tema iniziale è straordinariamente simile all'inizio dell'ouverture dell'opera Bastien und Bastienne, composta da Wolfgang Amadeus Mozart nel 1768. Tuttavia si ritiene che possa trattarsi di una mera coincidenza, in quanto appare improbabile che Beethoven avesse potuto conoscere quell'opera giovanile di Mozart.
Fra il primo e il secondo gruppo di temi è presente una "zona di transizione" (o "ponte modulante") di collegamento tra l'ambiente armonico della tonica e quello della dominante (misure 37 - 45) (James Hepokoski - Warren Darcy: "Elements of Sonata Theory"). Altri commentatori, superando la classica visione della contrapposizione tra il primo e il secondo tema, propongono un'esposizione suddivisa in tre momenti musicali; in questo modo la Zona di chiusura dell'esposizione diventa il terzo gruppo di temi.

#### Primo gruppo tematico
Il primo gruppo di temi è preceduto da due forti accordi di semiminime in mi bemolle maggiore a piena orchestra articolati in "staccato" (le semiminime occupano il primo terzo della misura; nel resto della battuta sono presenti due pause di semiminima). Questa brevissima introduzione ha lo scopo di affermare la tonalità di base, ma anche di preparare l'ascoltatore all'entrata del primo tema. Le prime due sinfonie erano introdotte da un adagio ("Adagio molto" di 12 battute nella prima e "Adagio molto" di 33 battute nella seconda) che qui manca: questa è la prima rottura col passato «che ci dice subito che qualcosa è cambiato, e che stiamo per ascoltare qualcosa di mai udito prima»; una sintesi geniale dei tempi lenti d'introduzione alle sinfonie precedenti. [battute 1-2]
Alla terza battuta appare il Primo tema (battute 3 - 8) seguito da una breve codetta fino alla misura 14. Il tema è esposto dai violoncelli sulle note ribattute degli archi; la tonalità è quella di base (mi bemolle maggiore). In realtà si tratta di una sola figurazione continua che dalla terza misura si chiude con la cadenza delle battute 14 - 15. I primi due incisi (a e b), rispettivamente battute 3 - 4 e battuta 5, di questa figurazione, presentano due diverse articolazioni della triade di primo grado (mi bemolle maggiore; note mi bemolle, sol e si bemolle). Nella battuta 6 (inciso "c") l'inflessione al quinto grado (nota re; nota centrale della dominante si bemolle maggiore) porta direttamente al do diesis della battuta 7 (primo momento di disagio e di tensione). Questa nota è estranea alla tonalità principale e viene armonizzata come una settima diminuita (sol minore settima diminuita) seguita nelle battute 9 - 10 dal sol minore. Preannuncio dell'importanza che la tonalità sul terzo grado (dominante della tonalità della relativa minore di mi bemolle maggiore, ossia do minore) avrà nel seguito del movimento. Quindi a misura 11 si riprende la tonalità di base (mi bemolle maggiore) per poi proseguire e chiudere, gli archi insieme ai legni, con una regolare cadenza (tonica - settima di dominante - tonica). Da un punto di vista ritmico a metà dell'inciso c (battuta 7) i violini introducono una figura sincopata, contrastando così il regolare ritmo ternario (questo sarà un altro elemento distintivo del movimento: l'opposizione dei ritmi ternario-binario). Il primo tema non ha il carattere né melodico né ritmico adatto per essere ulteriormente elaborato secondo lo stile beethoveniano, «serve piuttosto a definire un orizzonte armonico che viene presto occupato da una miriade di elementi secondari». [battute 3-14]
Nelle seguenti 8 battute (misure 15 - 22) viene elaborato ulteriormente il primo tema (seconda enunciazione del tema). Inizia l'inciso "a" seguito subito dall'inciso "b" che rimbalza dai clarinetti+corni ai primi violini+violoncelli e ai flauti+clarinetti+fagotti. La dinamica è in crescendo. L'armonia è quella della tonica (mi bemolle maggiore), ma subito s'insinua il secondo grado (fa minore espresso nella triade dell'inciso "b" dei primi violini della battuta 19), dominante della dominante si bemolle maggiore. È questa la prima vera modulazione alla dominante.
A misura 23 si trova un primo passaggio di collegamento: l'orchestra quasi al completo (mancano le trombe) inizia con uno sforzando sulla dominante (si bemolle maggiore) per poi modulare alla tonica (mi bemolle maggiore) nella successiva fase (da misura 37 a misura 44) nella quale si enuncia per la terza volta il "primo tema". Nel passaggio di collegamento sembra di percepire quasi uno sforzo, una lotta tra la tonica e la dominante soprattutto per la presenza (da misura 28) di un'emiolia: una successione di sforzando in controtempo dove i due "tempi" (due e tre) si trovano sovrapposti e le settime si alternano agli accordi giusti. [battute 27-36]
Con la terza enunciazione del primo tema (misure 37 - 44) si torna nell'area della tonica (mi bemolle maggiore) e tornano pure le trombe e il timpano. Questa fase può a ragione essere considerata una zona di transizione: qui si chiude l'esposizione del primo gruppo di temi e inizia il Secondo gruppo di temi alla dominante. In quest'ultima esposizione del primo tema vengono presentati solamente gli incisi "a" e "b". Quest'ultimo viene ripetuto una "terza sotto" per dar luogo ad un "collegamento modulante": sopradominante (do minore) ⇒ dominante della dominante (fa maggiore a misura 45) ⇒ dominante (si bemolle maggiore). Qui si manifesta ulteriormente il genio di Beethoven: per arrivare "trionfalmente" alla dominante della chiave principale, aggiunge una dominante secondaria. In questo modo si rafforza ulteriormente la polarizzazione dei due gruppi tematici.

#### Secondo gruppo tematico
Una particolarità di questo primo movimento è che «non esiste un secondo tema vero e proprio, ma vari elementi tematici che ne hanno le funzioni». Questo in quanto l'elemento ritmico, che è predominante, investe quasi del tutto l'aspetto tematico.
Il secondo tema (misure 45 - 56) consiste in un delicato (alcuni lo descrivono come misterioso e tranquillo, altri come una melodia di transizione) e breve inciso discendente di tre note che rimbalza in modo "dolce" tra i legni e i violini (oboe - clarinetto - flauto - violini primi...). L'area tonale della dominante non è ancora ben stabilizzata: il secondo tema si appoggia a un pedale di dominante di dominante (fa maggiore) dei violini secondi e delle viole al quale a misura 47 si aggiunge anche il fa dei corni. È solamente con il terzo tema che la dominante appare chiaramente. Questa indecisione da parte di Beethoven di posizionare l'entrata della dominante dopo il primo tema è ben documentata dai quattro abbozzi rimasti per il primo movimento di questa sinfonia. [battute 45-56]
Il terzo tema (misura 57 - 60) con la sua ripetizione variata (misura 61 -  64), presentato soprattutto dagli archi, afferma finalmente in modo decisivo la dominante (si bemolle maggiore). [battute 57-64]
Al terzo tema senza soluzione di continuità fa seguito il Quarto tema (misure 65 - 70) che esposto dal tutti orchestrale inizia su un accordo di settima diminuita nella tonalità della relativa minore della tonica (do minore settima diminuita) per modulare alla terza battuta sul sol minore (dominante della tonalità della relativa minore). [battute 65-70]
Il rapido avvicendarsi di motivi e figurazioni apparentemente tanto diversi (in realtà possono essere considerati delle varianti di incisi fondamentali precedenti) crea un senso di continuo rinnovamento del discorso musicale; sensazione rafforzata anche dalle varie zone armonicamente instabili. Questo fatto determina approcci diversi nell'analisi di questa parte del movimento. Alcuni commentatori considerano la fase che va dalla misura 57 alla misura 82 una transizione verso il prossimo tema numerato quindi come "terzo tema" (che nella presente analisi è numerato come "quinto tema"). Altri commentatori (Leonard Bernstein) ancora più drasticamente considerano una fase di transizione il periodo che va dalla battuta 37 alla battuta 83; quindi il "secondo tema" (vero e proprio) appare appena dopo tale battuta.
Le battute 71 - 83 sono un collegamento, basato su una variazione del quarto tema, per introdurre la zona di chiusura dell'esposizione (o anche Terzo gruppo di temi).

#### Terzo gruppo tematico e coda dell'esposizione
Il Quinto tema (da battuta 83 a battuta 90), preceduto da un breve pedale di fa (dominante della dominante) degli ottoni ed esposto nella tonalità della dominante (si bemolle maggiore), si presenta calmo e tranquillo prima nei legni e poi, ripetuto negli archi nella tonalità relativa minore (do minore). In altre analisi questo tema è il terzo e appartiene al "secondo gruppo" di temi. In altre analisi ancora questo è il primo tema del secondo gruppo alla dominante.[battute 81-90]
La codetta del tema si chiude a battuta 99. In questa elaborazione del quinto tema l'armonia raggiunge tonalità lontane con re bemolle maggiore (battuta 91) e fa minore. Sempre a battuta 99 violoncelli e contrabbassi proseguono l'ambientazione armonica sul fa (sostanzialmente un pedale di dominante di dominante), mentre gli altri archi nella tonalità della dominante (si bemolle maggiore) danno inizio a una fase di collegamento (cadenzale), prima timidamente in pianissimo e staccato, che si completerà con un crescendo a battuta 109 con l'entrata dell'ultimo tema (il sesto).
Se il quinto tema era piuttosto armonico e con un «ritmo che si risolveva in morbide esitazioni», il Sesto tema, esposto da tutta l'orchestra, è deciso e potente e si sviluppa in sole 4 misure accordali: dominante nelle prime due misure (si bemolle maggiore), settima di dominante nelle seconde due (fa maggiore settima). Il tema viene subito ripetuto ma variato secondo il ritmo del "secondo tema". [battute 109-117]
In molte analisi con il sesto tema s'inizia la zona di chiusura dell'esposizione. Per altri commentatori la zona di chiusura inizia alla fine della codetta del sesto tema, a misura 132. In effetti la musica che dal sesto tema si ferma a misura 131 sembra chiudere qualcosa. Nella prima parte (misure 117 - 122) gli archi al completo disegnano un continuo sviluppo di semicrome ribattute, mentre il ritmo viene segnato da quattro sforzandi intervallati ad ogni 8 note (semicrome), in contrasto col ritmo ternario di tutto il movimento, creando così un effetto di emiolia. Nella seconda parte (da misura 123 a misura 127) undici poderosi accordi di semiminime posizionati per lo più sul secondo e terzo tempo (o battito) della battuta introducono la terza parte (misure 128 - 131) dove un altro effetto di emiolia viene creato da sei accordi alternati da altrettante pause di semiminima spostando quindi la sensazione del ritmo da ternario a binario. Gli ultimi sei accordi suonano il do maggiore settima che in questo caso va interpretato come la dominante (do) della dominante (fa) della dominante (si bemolle). Il timpano rimane costantemente su un pedale di si bemolle per ribadire l'ambientazione armonica di tutta questa parte: si bemolle maggiore (dominante della tonalità di base: mi bemolle maggiore). Durante l'esecuzione delle ultime quattro misure fuori tempo si può ben immaginare lo sguardo agli occhi della gente quando hanno sentito questo momento il 7 aprile 1805, prima esecuzione della sinfonia al Theater an der Wien. [battute 119-131] 
L'esposizione sembra conclusa. In realtà mancano ancora 24 battute al simbolo di ritornello. In queste ultime misure si assiste a un ritorno dell'inciso "b" (misure 132 e seguenti), ad un ponte di collegamento di 4 misure (battute 140 - 143) e a quattro battute di accordi conclusivi sempre nell'armonia della dominante (si bemolle maggiore). Infine per un'ultima volta compare la testa del tema (inciso "a" a misura 148). Il ritorno del tema principale appare «come avvilito, sprofondando sempre più nei registri bassi in un decrescendo quasi lugubre».
A questo punto il segno di ritornello prevede la ripetizione integrale dell'esposizione. Un problema molto discusso tra i vari interpreti della sinfonia. Il ritornello nella forma-sonata è indubbiamente è un residuo delle convenzioni del passato che un'estetica soprattutto di ascendenza wagneriana (= la musica deve essere in continuo divenire) tendeva a superare. È anche vero che la lunghezza della sinfonia ne consiglierebbe l'esclusione; ma è anche vero che senza il ritornello l'esposizione viene schiacciata dall'enorme sviluppo del resto del movimento. Lo stesso Beethoven se in un primo momento pensò di toglierlo (su insistenza degli amici e conoscenti), poi ritornò sulla sua decisione e lo ripristinò con la parola "gilt" (= vale).

### Sviluppo
L'inizio vero e proprio dello Sviluppo è alla battuta 166. Le battute precedenti (152 - 165) prolungano l'incertezza ritmica e armonica della fine dell'esposizione finché uno sforzando a battuta 165 determina il "momento della decisione" e inizia finalmente lo sviluppo. Notevole è il carattere di umore scuro e lugubre che emerge da queste battute iniziali dello sviluppo. Creano uno stato di tensione che dà all'ascoltatore la sensazione che qualcosa di grande e potente avrà luogo: lo sviluppo. Questo può essere diviso in tre parti: 
1. Prima sezione (battute 166 - 283);
2. Seconda sezione (battute 284 - 337);
3. Terza sezione (battute 338 - 397).

Se le due sezioni estreme sono riconducibili alle norme stabilite dello sviluppo classico (di elaborazione ulteriore dei temi per la prima, e riconduzione verso la ripresa per la terza sezione) è la sezione di mezzo che rappresenta una vera anomalia introducendo un episodio divagante (quasi un settimo tema) rispetto alla linea principale di sviluppo.

#### Prima sezione
La Prima sezione dello sviluppo, da misura 166 a misura 283, può essere indicata come la parte elaborativa vera e propria del materiale tematico presentato nell'esposizione. I motivi utilizzati sono: il primo tema (inciso a e inciso b), il secondo tema e il quarto tema. Fin dalle prime battute si riconosce chiaramente il secondo tema (misure 166 - 177) presentato dai legni e dai violini primi con l'armonia di do maggiore (pedale di sol - dominante di do - tenuto dai corni e quindi accordi spezzati sulla triade do maggiore dei violini secondi e viole). La novità, in questa ripresa del secondo tema, è data dalla presenza di una figura scalare che produce sonorità dissonanti e aspre. [battute 165-173]
Da misura 178 a misura 185 vengono presentati rispettivamente l'inciso "a" (archi bassi), l'inciso "b" (violini primi) e in seguito il quarto tema (violini I e II) in dialogo con l'inciso "a" del primo tema (viole e violoncelli). L'armonia alla fine dell'inciso "b" modula da do minore a do diesis minore per poi subito spostarsi sul re minore (la minore per le ultime 4 battute).  Nel dettaglio il passaggio da do minore a do diesis minore avviene alla fine della salita dei primi violini quando salgono, insieme al flauto e oboe, cromaticamente dal sol al la bemolle; sulla nota la bemolle (a misura 182) anche gli altri archi decidono di sollevarsi di un semitono. In realtà questo avviene per le viole e archi bassi, mentre i violini secondi raggiungono il sol diesis (il sol diesis era già presente negli archi bassi nell'ultimo quarto della battuta precedente). La stessa procedura viene ripetuta per innalzarsi sempre cromaticamente dal do diesis minore al re minore a misura 186. [battute 178-189]
I due precedenti innalzamenti cromatici sono serviti a preparare in modo drammatico e quasi improvviso l'entrata del quarto tema (violini primi a misura 186). Ora suona tutta l'orchestra con la dinamica fortissimo. I secondi violini entrano subito in modo sincopato e dopo due misure riprendono anch'essi (rubandolo ai primi violini) il motivo del quarto tema, mentre l'intera orchestra "urla" violenti accordi in staccato e i membri inferiori della famiglia degli archi continuano a recitare il motivo del primo gruppo. Una breve modulazione a battuta 190 porta l'armonia sul sol minore e l'intera frase viene ripetuta.
Un breve collegamento (misure 194 - 197) conduce (misure 198 - 205) a una ripetizione delle misure 186 - 193 con l'inciso "a" agli archi bassi e il quarto tema ai violini nell'armonia di sol minore (re minore per ultime 4 battute). Questa ripetizione è irrobustita dall'intervento massiccio dei fiati. Da misura 206 a misura 219 vengono riprese e ulteriormente espanse le figurazione del collegamento precedente delle misure 194 - 197. A misura 220 un pedale dei corni sul mi bemolle prepara la tonalità di la bemolle maggiore riprendendo il secondo tema (come nelle battute iniziali - 166/177 - dello sviluppo) fino a misura 235. Anche in questa sezione sono presenti diverse figure scalari che producono aspre frizioni armoniche.
Un fugato a misura 236 apre la seconda parte di questa prima sezione dello sviluppo nella tonalità di fa minore. Il fugato (misure 236 - 246) è basato sul secondo tema ma con una ritmica che ricorda il quarto tema. Le tre voci sono distribuite tra le viole (prima voce), violini II (seconda voce) e violini I (terza voce). Contemporaneamente i violoncelli suonano una specie di "controsoggetto" ripreso dopo due battute dalle viole e dopo altre due battute dai violini secondi. [battute 236-241]
Al fugato, che qui ha una funzione più drammatica che costruttiva, segue una fase (misure 248 - 279) di accordi sincopati (effetto emiolia) a tutta orchestra dove la musica si presenta con la massima instabilità ritmica e tonale. Il ritmo è quello del secondo tema combinato con la figura ascendente delle semiminime alternativamente sforzate già vista alle battute 25 - 34 (il collegamento tra il primo e il secondo tema). In questa fase prevalgono le tonalità di re minore, la minore e mi minore. In particolare sono le due ultime tonalità che determinano un'incertezza sull'armonia principale: «restiamo a lungo indecisi se considerare la prima come sottodominante della seconda o la seconda come quinto grado minore della prima». Il punto culminante è rappresentato dalle ultime quattro misure (276 - 279): un rivolto dell'accordo di settima maggiore sul fa naturale. È qui che appare la prima (l'altra è quella relativa all'entrata del corno un istante prima della ripresa) «celebre dissonanza del mi naturale contro il fa fra le parti dei violini, ripetuta ben cinque volte». [battute 272-283]
Quattro misure (280 - 283) di semiminime puntate degli archi con l'armonia della dominante di mi minore (si minore) conducono alla seconda sezione dello sviluppo.

#### Seconda sezione
La Seconda sezione dello sviluppo (battute 284 - 337) s'inizia con «una melodia implorante e fatalista, la vera antitesi al primo soggetto». Questo nuovo tema (il settimo) si basa su due melodie in contrappunto doppio esposte dall'oboe e dagli archi. La prima esposizione (misure 284 - 291) è in mi minore, la ripetizione (misure 292 - 299) è nella tonalità sub-dominante di la minore. [battute 284-291]
Indubbiamente questo è il vero e proprio "secondo tema", sia per il carattere poco tematico del secondo e terzo tema, ma anche soprattutto per l'importanza che Beethoven darà nel seguito a questa idea tematica. Quindi non è una momentanea digressione, «ma un personaggio importante che compare a metà della storia per porsi come controparte del protagonista». In precedenza soltanto in Haydn, nella Sinfonia degli addii, si trova un nuovo tema nello sviluppo (e nella ripresa) non presente nell'esposizione. Inizialmente questa aggiunta tematica fu considerata un'anomalia, un corpo estraneo del movimento, non prevista dalla teoria manualistica della forma-sonata. Solamente dopo ripetute analisi si chiarì il rapporto di questo tema con il resto del materiale motivico. In effetti la prima voce del tema (quella inferiore) può essere vista come una variazione dell'inciso "a" del primo tema combinata con il cromatismo dell'inciso "c".
Subito questo nuovo tema entra in conflitto dialettico con il primo tema. Infatti nelle successive 22 battute dopo una proposizione forte del primo tema (con l'armonia che modula dal do maggiore-minore al mi bemolle maggiore-minore) ritorna il nuovo tema nella tonalità di base in minore (misure 322 - 237) con un'elaborazione della prima voce (quella inferiore), la più importante. Si conclude così la sezione centrale dello sviluppo.

#### Terza sezione
La Terza sezione dello sviluppo (battute 338 - 397) si può far rientrare in una classica "riconduzione" verso il ritorno del tema principale nella "Ripresa". Inizia con un canone (non rigoroso) sui due incisi del tema principale a e b, un dialogo dei legni accompagnati dagli archi su un nuovo tema (tema 8) derivato dalla pulsazione binaria (in contrapposizione al ritmo trocaico del primo tema) spesso presente in questo movimento: «l'alternanza regolare di una nota fissa al basso e dei vari gradi della triade arpeggiata ascendente crea l'impressione di un ritmo binario». Da un punto di vista armonico tutta la sequenza che va dalla misura 338 a misura 366 può essere considerata nell'ambito della tonalità Mi bemolle minore, dalle modulazioni per quarte del motivo 8: si b maggiore (battuta 338) ⇒ mi bemolle minore (battuta 342) ⇒ La bemolle maggiore (battuta 346) ⇒ re bemolle maggiore (battuta 350), fino al do bemolle maggiore delle misure 362 - 366 che può essere visto come il sesto grado di mi bemolle minore. [battute 337-345]
La zona da battuta 367 a battuta 393 è una fase cadenzale con accordi dei legni sull'inciso "b" degli archi. Notevole è il trattamento dell'inciso che su una dinamica in continuo decrescendo combinato con la dilatazione della cadenza progressivamente si frammenta in cellule sempre più piccole: tre semiminime, tre crome, una nota sola per battuta e poi più nulla, solo il tremolo degli archi. L'armonia dal do bemolle minore, attraverso la settima diminuita, si assesta sulla dominante della tonica (si bemolle maggiore) con il pizzicato degli archi sul si bemolle (da misura 378), un pedale di dominante che dura per 20 battute, intervallato dal tremolo dei soli violini che alla fine si riduce a due sole note: si bemolle - la bemolle, estrema sintesi dell'accordo di settima di dominante. In realtà tutta la terza sezione può essere considerata una gigantesca cadenza V - I di mi bemolle minore che alla fine si risolve in mi bemolle maggiore.
Su questa atmosfera di estrema tensione (non è da dimenticare anche le precedenti contrapposizioni ritmiche ternarie-binarie) entra a misura 394 inaspettatamente il secondo corno che anticipa di 4 misure la ripresa sull'inciso "a" nella tonalità di base ("falsa partenza"), mentre i violini suonano ancora la settima di dominante creando così per pochi istanti una dissonanza tra la nota sol del corno e la nota la bemolle dei violini. Molto è stato scritto su queste due battute. Lo sconcerto determinato da questo passo fu tale che alcuni direttori d'orchestra (anche famosi) non ebbero problemi a correggere il passo sia modificando il corno che la parte dei violini. L'effetto comunque va visto da un punto di vista psicologico, di liberazione come nell'opera Leonore/Fidelio «dove l'intervento che scioglie il dramma è annunciato dal suono di una tromba in lontananza». In realtà questo "scherzo", ossia questa "falsa ripresa" è una procedura più comune di quanto si pensi durante tutta l'epoca classica.
Due accordi a tutta orchestra sulla settima di dominante (si bemolle maggiore settima) determinano il passaggio verso la ripresa.

### Ripresa
Le prime 49 misure della ripresa, come previsto dalle norme, sono dedicate al tema principale. Il trattamento che questo tema riceve è però diverso dall'esposizione. A misura 398 i violoncelli espongono il tema alla tonica (mi bemolle maggiore), ma il do diesis della settima battuta all'inizio, ora nella battuta 402, si trasforma in do naturale. Il percorso armonico della ripresa non segue quello dell'esposizione. Il do naturale viene armonizzato come dominante della tonalità fa maggiore; ed è proprio in questa tonalità che si riascolta il tema principale esposto dal corno. Ma non basta, ora il tema appare (a misura 416) al flauto in re bemolle maggiore (tonalità discendente per terza) e nella fase successiva di crescendo in si bemolle maggiore (altra discesa armonica per terza), dominante principale. Crescendo che si risolve finalmente nell'esposizione del tema principale a tutta orchestra nella tonalità di base (misure 430 - 447). Qui è evidente che Beethoven non vuole ancora che la ripresa sia il trionfo finale di una stabilità definitivamente raggiunta. L'incertezza in questa ripresa del rientro della tonalità fondamentale «ci fa presagire che nuove e diverse peripezie ci attendono alla fine di essa», ossia nella coda finale.
Gli altri temi sono riesposti simmetricamente all'Esposizione. Unica differenza (prevista dalle norme della forma sonata) è che i temi secondari devono rientrare nella tonalità di base (mi bemolle maggiore). Infatti a misura 448, inizio della transizione verso il secondo gruppo tematico, il secondo tema si appoggia ad un pedale di dominante (si bemolle maggiore) per modulare, nel terzo tema, alla tonica (mi bemolle maggiore). Nell'esposizione la stessa frase era armonizzata con un pedale di fa (dominante della dominante) per poi modulare alla dominante vera e propria (si bemolle maggiore). A misura 460 ritorna il Terzo Tema armonizzato alla tonica. Analogamente l'entrata del quarto tema (misura 468), che nell'esposizione si presentava con un accordo di do settima diminuita per poi modulare al sol minore, ora si presenta con un accordo di fa settima diminuita per modulare al do minore (il sol è la dominante rispetto al do che in questo caso diventa una tonica secondaria).
Un collegamento (misure 474 - 485), terminante con un pedale di dominante (si bemolle), introduce il terzo gruppo tematico con il quinto tema alla tonica (da misura 486) subito dopo riesposto nel modo minore sempre nell'area della tonica. Nell'esposizione nell'identico passaggio (misure 83 e seguenti) l'esposizione era nella dominante (si bemolle maggiore), mentre la riesposizione è nella relativa minore (do minore). Un altro ponte di collegamento (misure 502 - 511) con un pedale di dominante dei corni, introduce l'ultimo tema dell'esposizione: il sesto tema (sempre alla tonica) da misura 512 a 519. Si ripresenta quindi l'episodio con effetto "emiolia" con il ritmo 2 contro 3 che termina con 6 possenti accordi in progressione cadenzante sull'armonia di fa maggiore nona diminuita (dominante di dominante). Il ritorno alla tonica e un'ultima elaborazione del tema principale (inciso "b") conduce agli accordi di chiusura (o Gruppo di Chiusura) della ripresa (misure 547 - 550) nella tonica (mi bemolle maggiore).
Alcuni commentatori fanno concludere la ripresa in coincidenza degli accordi in fortissimo di misura 534.

### Coda finale
Un ponte di collegamento (misure 551 - 563)  basato sull'inciso "a" prepara l'entrata della coda finale a misura 565. Questa può essere suddivisa in tre sezioni: 
1. Prima sezione (misure 565 - 602);
2. Seconda sezione (misure 603 - 630);
3. Terza sezione (misure 631 - 691).

Mettendo a confronto le tre sezioni dello sviluppo con queste, si possono accomunare le prime due sezioni della coda con la seconda e la terza dello sviluppo (un episodio divagante la prima e una riconduzione la seconda), mentre la terza sezione della coda non ha confronti con lo sviluppo, in quanto  «afferma definitivamente la tonalità principale e ribadisce la centralità del primo motivo».
La Prima sezione (misure 565 - 602) inizia con l'inciso "a" dei violini secondi contrappuntato dai violini primi con un ritmo basato sul quarto tema. L'armonia a sorpresa è do maggiore raggiunta tramite l'accostamento di tre accordi perfetti discendenti: mi bemolle maggiore - re bemolle maggiore - do maggiore. È questa infatti la funzione del pedale dei bassi nel ponte di collegamento delle misure 551 - 563: mi bemolle maggiore a misura 551, re bemolle maggiore a misura 557 e do maggiore a misura 561. [battute 554-572]
La sonorità si fa più esile per mezzo di un grazioso staccato dei violini e riappare tra gli oboi e i clarinetti il settimo tema nella tonalità di fa minore (misura 581). Il do precedente quindi si è "trasformato" nella dominante di fa. Subito però alla battuta 589 con la ripetizione del motivo si rientra nella tonalità di base (ma in minore). Un breve ponte di collegamento (misure 595 - 602) sul ritmo del quarto tema, in appoggio a una linea cromatica discendente dei bassi (il fagotto e i violoncelli scendono cromaticamente dal re al la), prepara l'entrata della seconda sezione della coda finale.
Se la prima sezione poteva essere un nuovo sviluppo soprattutto per l'inserimento del settimo tema (tema dello sviluppo), la seconda sezione ha indubbiamente la funzione di una riconduzione verso la tonalità principale. Questa inizia (a misura 603) con l'ottavo tema ai bassi contrappuntato dai fiati con un motivo derivato (inversione) dall'inciso "c" del tema principale. L'armonia ormai gravita decisamente nell'ambito della tonica (mi bemolle minore/maggiore, tonica e dominante). [battute 603-611]
Un collegamento cadenzante sul do minore (misure 623 - 630) conduce alla terza sezione della coda finale. Ancora una volta si fa sentire lo scontro ritmico 3/2 tra la scansione del ritmo binario dei fiati e la figura ritmica ternaria delle viole e violoncelli in continuazione dell'ottavo motivo.
La terza sezione può essere definita anche come "perorazione finale". Questa consiste in «una ricapitolazione finale degli argomenti già svolti... con un ampio crescendo emotivo», o procedimento ad amplificazione, che dalla battuta 631 arriva alla battuta 662. Il tema principale (inciso "a" + "b") viene ripetuto regolarmente in modo quasi ipnotico con un progressivo aumento della sonorità espandendo i vari registri dell'orchestra sia verso l'acuto sia verso il grave. L'armonia rimane fissa sulla tonica (mi bemolle maggiore). È il progenitore del crescendo rossiniano (vedi tabella).
| Battute   | Orchestra                                                                                                 | Dinamica  | Registro              |
| --------- | --- | --------- | --------------------- |
| 631 - 638 | Tema al corno (tonica) con ripetizione alla dominante; contrappunto dei violini sul ritmo del quarto tema | piano     | medio - grave         |
| 639 - 646 | Tema ai violini primi (e ripetizione); contrappunto dei violini secondi                                   | piano     | medio - acuto         |
| 647 - 654 | Tema (e ripetizione) alle viole, violoncelli e contrabbassi; contrappunto ai legni                        | crescendo | dal medio al grave    |
| 655 - 662 | Tema ai fiati (e ripetizione); contrappunto ai bassi                                                      | forte     | dal medio a sovracuto |

Un collegamento cadenzante (misure 663 - 672) a tutta orchestra e terminante in fortissimo chiude il crescendo. Qui a sorpresa ritorna il terzo tema (è comparso solo una volta nell'esposizione e nella ripresa, mentre è assente nello sviluppo). Questo ritorno abbassa per pochi istanti la tensione prima delle battute finali. Alcuni accordi sincopati (misure 681 - 684) sulla dominante (settima di dominante - si b maggiore settima) precedono le ultime 7 battute (le prime 4 ancora sulla settima di dominante - solamente le ultime tre sono alla tonica) conclusive sull'ottavo tema esposto dai violini primi. L'insistenza in questo finale sulla dominante crea una certa attesa, qualcosa di non ancora risolto. «Ben altrimenti andranno le cose alla fine dell'ultimo movimento, con le sue ventuno battute finali sulla tonica».

### Schema riassuntivo
| Parte        | Sezione                                      | Sottosezione                                                         | Grado                                                           | Tonalità                           | Battute:da-a |
| ------------ | -------------------------------------------- | -------------------------------------------------------------------- | --------------------------------------------------------------- | ---------------------------------- | ------------ |
| Introduzione |                                              |                                                                      | I (tonica)                                                      | mi b magg.                         | 1 - 2        |
| Esposizione  | Primo gruppo di temi                         | Tema principale (incisi a+b+c) e codetta                             | I (tonica) ⇒ III (mediante) ⇒ I (tonica)                        | mi b magg. ⇒ sol min. ⇒ mi b magg. | 3 - 14       |
| Esposizione  | Primo gruppo di temi                         | Elaborazione (seconda enunciazione del tema) e ponte di collegamento | I (tonica) ⇒ V (dominante)                                      | mi b magg. ⇒ si b mgg.             | 15 - 36      |
| Esposizione  | Primo gruppo di temi                         | Terza enunciazione del tema                                          | I (tonica)                                                      | mi b magg.                         | 37 - 44      |
| Esposizione  | Secondo gruppo di temi                       | Secondo motivo                                                       | V (dominante)                                                   | si b magg.                         | 45 - 56      |
| Esposizione  | Secondo gruppo di temi                       | Terzo motivo e ripetizione                                           | V (dominante)                                                   | si b magg.                         | 57 - 64      |
| Esposizione  | Secondo gruppo di temi                       | Quarto motivo                                                        | III (mediante) = relativa minore della dominante                | sol minore                         | 65 - 70      |
| Esposizione  | Secondo gruppo di temi                       | Ponte di collegamento/transizione                                    | ⇒ II (sopratonica) = dominante di dominante                     | ⇒ pedale di fa                     | 71 - 82      |
| Esposizione  | Terzo gruppo di temi e coda dell'Esposizione | Quinto motivo ed elaborazione dello stesso                           | V (dominante)                                                   | si b magg.                         | 83 - 98      |
| Esposizione  | Terzo gruppo di temi e coda dell'Esposizione | Collegamento cadenzante                                              | II (mediate)/V (dominante)                                      | fa magg./si b magg.                | 99 - 108     |
| Esposizione  | Terzo gruppo di temi e coda dell'Esposizione | Sesto motivo e ripetizione                                           | V (dominante)/II (mediate)                                      | si b magg./fa magg.                | 109 - 117    |
| Esposizione  | Terzo gruppo di temi e coda dell'Esposizione | Collegamento e accordi in progressione cadenzale                     | ⇒ VI (sopradominante) = dominante di dominante di dominante     | ⇒ do magg. 7a                      | 118 - 131    |
| Esposizione  | Terzo gruppo di temi e coda dell'Esposizione | Elaborazione inciso "b" e accordi di chiusura                        | V (dominante)                                                   | si b magg.                         | 132 - (155)  |
| Sviluppo     | Preparazione allo Sviluppo                   | (incertezza ritmica e armonica)                                      |                                                                 |                                    | 152 -166     |
| Sviluppo     | Prima sezione dello Sviluppo                 | Sviluppo del secondo motivo                                          | VI (sopradominante)                                             | do magg.                           | 167 - 177    |
| Sviluppo     | Prima sezione dello Sviluppo                 | Sviluppo del tema principale con il quarto motivo                    | VI (sopradominante)/VII (sensibile)                             | do magg.-minore/re min.            | 178 - 193    |
| Sviluppo     | Prima sezione dello Sviluppo                 | Ponte di collegamento e ripetizione battute 186-193                  | ⇒ III (mediante)                                                | ⇒ sol minore                       | 194 - 205    |
| Sviluppo     | Prima sezione dello Sviluppo                 | Ripetizione di episodi precedenti (194-197) e (166-177)              | (IV sottodominante)                                             | (la b magg.)                       | 206 - 235    |
| Sviluppo     | Prima sezione dello Sviluppo                 | Fugato sul secondo/quarto motivo                                     | II (sopratonica)                                                | fa minore                          | 236 - 247    |
| Sviluppo     | Prima sezione dello Sviluppo                 | Sequenza di accordi sincopati e massima instabilità tonale e ritmica | VI (sensibile)/IV (sottodominante naturale)/I (tonica naturale) | re min./la min/mi min.             | 248 - 279    |
| Sviluppo     | Prima sezione dello Sviluppo                 | Ponte di collegamento                                                | I (tonica naturale)                                             | mi minore                          | 280 - 283    |
| Sviluppo     | Seconda sezione dello Sviluppo               | Settimo motivo (nuovo tema) e ripetizione                            | I (tonica naturale) / IV (sottodominante naturale)              | mi minore / la minore              | 284 - 299    |
| Sviluppo     | Seconda sezione dello Sviluppo               | Ritorno del tema principale                                          | VI (sopradominante)/I (tonica)                                  | do magg.⇒min. / mi b magg.⇒min.    | 300 - 321    |
| Sviluppo     | Seconda sezione dello Sviluppo               | Sviluppo del settimo tema                                            | I (tonica minore)                                               | mi b minore                        | 322 - 337    |
| Sviluppo     | Terza sezione dello Sviluppo                 | Canone sugli incisi "a" e "b" e un nuovo motivo (ottavo tema)        | I (tonica minore)                                               | mi b minore                        | 338 - 365    |
| Sviluppo     | Terza sezione dello Sviluppo                 | Ponte di collegamento per la Ripresa (accordi cadenzali)             | VI (sopradominante) ⇒ V (dominante)                             | do b minore ⇒ si b magg.           | 366 - 393    |
| Sviluppo     | Terza sezione dello Sviluppo                 | "Falsa entrata" del primo tema                                       | V (dominante) + I (tonica)                                      | si b magg. + mi b magg.            | 394 - 397    |
| Ripresa      | Primo gruppo di temi                         | Tema principale (incisi a+b+c)                                       | I (tonica)/II (sopratonica)                                     | mi b magg./fa magg.                | 398 - 407    |
| Ripresa      | Primo gruppo di temi                         | Elaborazione del tema                                                | II (sopratonica)⇒VII (sensibile)⇒V (dominante)                  | fa magg.⇒re b magg.⇒si b magg.     | 408 - 429    |
| Ripresa      | Primo gruppo di temi                         | Enunciazione decisiva del tema                                       | I (tonica)                                                      | mi b magg.                         | 430 - 435    |
| Ripresa      | Primo gruppo di temi                         | Elaborazione del primo tema                                          | I (tonica)                                                      | mi b maggiore                      | 436 - 447    |
| Ripresa      | Secondo gruppo di temi                       | Secondo motivo                                                       | V (dominante)⇒I (tonica)                                        | si b magg.⇒mi b magg.              | 448 - 459    |
| Ripresa      | Secondo gruppo di temi                       | Terzo motivo e ripetizione                                           | I (tonica)                                                      | mi b magg.                         | 460 - 467    |
| Ripresa      | Secondo gruppo di temi                       | Quarto motivo                                                        | II (sopratonica) ⇒ VI (sopradominante)                          | fa min. ⇒ do minore                | 468 - 473    |
| Ripresa      | Secondo gruppo di temi                       | Ponte di collegamento/transizione                                    | ⇒ V (dominante)                                                 | ⇒ pedale di si b maggiore          | 474 - 485    |
| Ripresa      | Terzo gruppo di temi e codetta               | Quinto motivo ed elaborazione dello stesso                           | I (tonica) ⇒ minore                                             | mi b magg. ⇒ minore                | 486 - 501    |
| Ripresa      | Terzo gruppo di temi e codetta               | Collegamento cadenzante                                              | V (dominante)                                                   | si b magg.                         | 502 - 511    |
| Ripresa      | Terzo gruppo di temi e codetta               | Sesto motivo e ripetizione                                           | I (tonica)                                                      | mi b magg..                        | 512 - 519    |
| Ripresa      | Terzo gruppo di temi e codetta               | Collegamento e accordi in progressione cadenzale                     | ⇒ II (sopratonica) = dominante di dominante                     | ⇒ fa magg. 9a dim.                 | 520 - 534    |
| Ripresa      | Terzo gruppo di temi e codetta               | Elaborazione inciso "b"                                              | I (tonica)                                                      | mi b magg.                         | 535 - 542    |
| Ripresa      | Terzo gruppo di temi e codetta               | Collegamento cadenzante e accordi di chiusura della Ripresa          | I (tonica)                                                      | mi b magg.                         | 543 - 550    |
| Ripresa      | Terzo gruppo di temi e codetta               | Ponte di collegamento                                                | I (tonica)⇒VII (sensibile)⇒VI (sopradominante)                  | mi b magg.⇒re b magg.⇒do magg.     | 551 - 564    |
| Coda finale  | Prima sezione                                | Sviluppo dell'inciso "a" con il quarto motivo                        | VI (sopradominante)                                             | do maggiore                        | 565 - 580    |
| Coda finale  | Prima sezione                                | Rientro del settimo tema e ripetizione                               | II (sopratonica)⇒I (tonica minore)                              | fa minore⇒mi b minore              | 581 - 594    |
| Coda finale  | Prima sezione                                | Collegamento sul quarto tema                                         | (passaggio cromatico)                                           | re-do-dob-sib-la-lab               | 595 - 602    |
| Coda finale  | Seconda sezione                              | Ottavo tema e incisi del primo tema                                  | I (tonica minore/maggiore)                                      | mi b minore/maggiore               | 603 - 622    |
| Coda finale  | Seconda sezione                              | Collegamento cadenzante                                              | ⇒ VI (sopradominante)                                           | ⇒ do minore                        | 623 - 630    |
| Coda finale  | Terza sezione e Finale                       | Crescendo sul tema principale                                        | I (tonica)/V (dominante)                                        | mi b magg./si b magg.              | 631 - 662    |
| Coda finale  | Terza sezione e Finale                       | Collegamento cadenzale                                               | I (tonica)                                                      | mi b magg.                         | 663 - 672    |
| Coda finale  | Terza sezione e Finale                       | Ritorno del terzo motivo e ripetizione                               | I (tonica)                                                      | mi b magg.                         | 673 - 680    |
| Coda finale  | Terza sezione e Finale                       | Accordi sincopati e chiusura sull'ottavo motivo                      | I (tonica)                                                      | mi b maggiore                      | 681 - 691    |

## Analisi del secondo movimento
Il secondo movimento della sinfonia ha come metro due quarti; la tonalità di base è do minore. L’indicazione agogica (o tempo) indicata è "Adagio assai". Questo secondo movimento, una marcia funebre bitematica con trio, può essere diviso in 5 parti:
- Esposizione della marcia;
- Parte in maggiore o Trio (misure 69 - 104) e Ripresa incompleta della marcia (misure 105 - 113);
- Parte centrale o Svolgimento (misure 114 - 172);
- Ripresa della marcia (misure 173 - 208);
- Coda finale (misure 209 - 247).

Secondo alcuni commentatori nelle prime due parti individuano, nonostante le apparenze, due temi ben integrati (il tema della marcia e quello della fuga); la parte in maggiore e la parte centrale sono rispettivamente il trio (in maggiore) e il suo svolgimento (in minore); il resto del brano è la ripresa della marcia con coda.
Non è la prima volta che Beethoven inserisce un tempo di marcia funebre in una composizione determinata dalla forma-sonata. Già nel 1801 aveva fatto qualcosa del genere nella "Sonata per pianoforte op. 26". Importante è non lasciarsi troppo suggestionare dai termini; l'indicazione di "marcia funebre" può far pensare al rullo di timpani e fanfare come anche a ritmi puntati. In realtà la sostanza della musica non è per nulla lontana (o diversa) da molti altri adagi beethoveniani dello stesso periodo.

### Esposizione della marcia
L'esposizione della marcia consiste in tre sezioni: 
- Prima sezione (misure 1 - 16) dedicata alla presentazione del tema della marcia;
- Seconda sezione (misure 17 - 55) più articolata e complessa dove appare un tema contrastante (o secondo tema);
- Codetta (misure 56 - 68) dove con una nuova frase si chiude l'esposizione.

#### Prima sezione
Le prime 8 misure sono dedicate alla presentazione del tema della marcia: un canto grave e largo mormorato dai violini, accompagnato dal ritmo velato dei bassi. Il tema è strutturato in due semifrasi ognuna delle quali è formata da due doppie misure: (2 + 2) + (2 + 2). In realtà all'ascolto sembra di udire 2 + 2 + 4 in quanto la seconda semifrase non presenta nessuna soluzione di continuità. Il tema vero è proprio inizia sulla battuta 2. La battuta 1 (in realtà si tratta di mezza battuta) ha il compito di preparare con un'anacrusi l'entrata del tema alla tonica (do minore), ed è costituita da una semicroma con punto seguita da una biscroma entrambe sulla nota sol (dominante di do minore). Questa appoggiatura iniziale «fa l'effetto di un singhiozzo». La linea melodica si muove dentro lo spazio di un'ottava (dalla dominante inferiore a quella superiore) e si sofferma sui gradi fondamentali della tonalità: il primo (tonica - do minore) all'inizio e alla fine del tema; il quinto (dominante - sol maggiore) alla fine della prima semifrase. Notevoli sono le sinistre strappate dei contrabbassi. [battute 0-8]
Questo tema quindi si presenta secondo le consuetudini del periodo classico, tuttavia sono rilevabili alcuni interessanti elementi. Risulta subito evidente l'intervallo di quinta diminuita tra la quinta e sesta battuta (re - la bemolle) con relativo accordo di quinta diminuita sul la bemolle (la bemolle quinta diminuita). La tensione armonica a metà periodo già presente con la dominante viene ulteriormente accresciuta da questo intervallo. Da un punto di vista ritmico «il periodo presenta un fondamentale equilibrio costruttivo» infatti le misure 3-4 sono la conseguenza delle misure 1-2 (domanda - risposta), tuttavia il comune ritmo del primo inciso viene invertito, nel secondo inciso, nel meno comune "ritmo lombardo". Inoltre nella seconda frase viene introdotto un elemento nuovo: quattro semicrome senza il punto legate a due a due inserite nella parte iniziale della settima battuta.
La ripetizione del tema (misure 8 - 16) è assegnata all'oboe. Tutte le altre linee melodiche sono rinforzate dal resto dell'orchestra (trombe escluse). I legni e i corni sostengono in modo accordale il tema dell'oboe. Gli archi al completo esprimono una caratteristica figura ritmica in posizione anacrusica (terzine di biscrome seguite da una croma) in allusione al rullo dei tamburi. Il timpano (strumento fondamentale in una marcia funebre), viceversa qui interviene solamente nella prima semifrase evidenziando l'inizio di ogni battuta. Da un punto di vista armonico nella conclusione del tema è presente una modulazione al mi bemolle maggiore (tonalità relativa maggiore della tonalità d'impianto); tonalità della frase contrastante (o secondo tema) che apre la seconda sezione.

#### Seconda sezione
Da misura 17 a misura 23 appare una frase contrastante o secondo tema intonata dai violini primi nel registro grave. Si tratta di un nuovo motivo simile ad un inno corale basato su intervalli di quarta giusta e diminuita e di quinta diminuita. L'armonizzazione iniziale dal mi bemolle maggiore (tonalità relativa maggiore della tonalità d'impianto) passa al sol maggiore ("sentita" come dominante della tonalità d'impianto). «Questo effetto di grande dolcezza» è brevemente interrotto alla misura 20 da un doppio accordo in forte di do maggiore settima che sembra alludere a una nuova tonalità: fa minore (l'accordo di do maggiore settima è la settima di dominante del fa minore). Comunque lo sviluppo accordale delle due battute seguenti riporta l'armonia a un più tradizionale quinto grado di do minore (sol maggiore).[battute 17-23]
Una frase di collegamento (misure 23 - 30), o seconda frase contrastante (alcuni Commentatori la considerano un terzo tema), presentata soprattutto dagli archi prepara il ritorno variato del tema principale (misure 30 - 36). Questa frase modula dal do minore al fa minore; a misura 30 un accordo di settima di do maggiore, dominante di fa minore, introduce il terzo ritorno del tema (o delle sue varianti) in questa nuova tonalità. Tutta la linea melodica di questa seconda frase contrastante procede per intervalli di quarte (giuste e diminuite) su una scrittura polifonica imitativa. Il basso per le prime cinque misure mantiene la nota sol, poi il tutto si riduce a una flessuosa linea melodica dei soli violoncelli, uscita dall'urto dissonante di tre note a distanza di un semitono (fa#, sol e lab), che termina sulla nota sol. È su questa nota che Beethoven costruisce l'accordo di settima di dominante di fa minore.[battute 23-30]
Il tema della marcia (da misura 30) transitando per il do minore (dominante di fa) raggiunge il mi bemolle maggiore, ed è in questa tonalità che a misura 37 ritorna la prima frase contrastante o secondo tema dell'oboe. Da misura 43 a misura 50 si ripete la frase di collegamento delle misure 23-30 sempre in sol maggiore (dominante di do minore) esposta questa volta soprattutto dal clarinetto. La seconda sezione dell'esposizione si chiude con la quarta ripetizione (più o meno variata) del tema principale (misure 51 - 55). L'armonizzazione è la stessa delle misure 30 e seguenti: un Accordo di settima di do maggiore introduce l'armonia di fa minore (misura 51) mentre il tema si chiude sul do minore, dominante di fa, ossia la tonalità d'impianto del movimento.

#### Terza sezione
La Terza sezione, o codetta dell'esposizione (da misura 56 a misura 68) si basa su una nuova frase (quasi un terzo tema). Una prima parte (misure 56 - 59) esposta dagli archi (più il fagotto), e una seconda parte conclusiva (misure 61 - 64). A misura 60 un breve richiamo di tutti i fiati del ritmo della marcia («una sorta di squillo tragico che assumerà grande importanza più avanti») divide la frase in due parti. Le ultime 4 misure, dove ancora una volta l'orchestra si riduce quasi a un unisono (richiamo delle misure 27-30 e 47-50), sono dedicate alla cadenza finale. Tutto l'episodio si svolge nella tonalità di base (do minore).

### Parte in maggiore (Trio)
La parte in maggiore (misure 69 - 104) si distingue subito per una maggiore dolcezza e una minore lentezza. Più che una marcia è un inno. La struttura di questa parte è ternaria: 
- (1) esposizione, misure 69 - 79;
- (2) elaborazione, misure 80 - 89;
- (3) ripresa, misure 90 - 104.[42]

Il nuovo tema (maggiore) viene proposto dall'oboe, «che qui rappresenta lo strumento della consolazione», subito ripreso in imitazione dal flauto. La melodia è costruita in modo elementare dall'accordo fondamentale della tonalità positiva per eccellenza, do maggiore: do - mi - sol. Gli archi accompagnano semplicemente con terzine di semicrome (violini) e un'ostinata figura di crome (archi bassi). Mentre la figura dei bassi determina il senso di movimento cadenzato, le terzine dei violini, che in seguito acquisteranno notevole importanza nella elaborazione della parte centrale, per il momento assolvono a una semplice funzione di accompagnamento.[battute 69-72]
Il tema del maggiore si chiude con una fanfara (misure 76 - 79). È la prima volta che in questo movimento si fanno sentire le trombe. Nell'ultima battuta del tema maggiore una modulazione (re maggiore settima) prepara l'entrata dei fiati alla dominante di do maggiore: sol maggiore; in fatti l'accordo di settima sul re maggiore è la settima di dominante della dominante.
A misura 79 inizia una breve elaborazione del tema maggiore. Nella tonalità di base (do maggiore) riappare (variato) il tema: l'ascesa sull'accordo di base delle prime tre note è accorciata (da tre semiminime si passa a una semiminima e due crome); ma subito, a misura 84, una modulazione alla sottodominante (fa maggiore) fa emergere un consistente sviluppo sincopato delle terzine che dalle viole passano ai violini e al flauto e quindi a tutta l'orchestra (misura 86).
A misura 88 un'ulteriore modulazione al sol maggiore (pedale sul sol dei corni e dei violini) prepara il ritorno del tema "maggiore" alla tonica (do maggiore) a battuta 90. Come nell'esposizione la conclusione del tema coincide con il ritorno della fanfara, ora in do maggiore (la fanfara quindi è il secondo tema contrastante tipico della forma-sonata che qui nell'esposizione si presenta alla dominante, mentre nella ripresa rientrerà nella sfera armonica del primo tema).
Le ultime 4 misure di questa fase sono dedicate al collegamento per il rientro della marcia funebre. Ancora una volta Beethoven riduce al minimo le sonorità (archi all'unisono) e "transitando" per il fa minore la linea melodica modula alla dominante del do minore (tonalità della marcia).
Alla fine della parte in maggiore ritorna brevemente (misure 105 - 113) il tema della marcia nel modo minore iniziale. In realtà solamente le prime 6 misure sono ripetute esattamente. A misura 111 le ultime due misure del tema (109 - 110) sono ripetute ma una quarta sopra (la nota iniziale passa dal re al sol). In questo modo la conclusione del tema dal do minore modula al fa minore: tonalità della prossima fuga. Questa breve apparizione del tema principale prepara la fase successiva, ossia lo svolgimento vero e proprio di tutto il movimento.

### Parte centrale o svolgimento
Questa parte centrale (misure 114 - 172) può essere considerata come un'elaborazione o svolgimento delle idee fino ad ora esposte. Si tratta di un «fugato costruito su due soggetti esposti contemporaneamente e un controsoggetto». L'utilizzo della struttura di una fuga a questo punto della marcia è come sempre in Beethoven funzionale alla drammaticità del momento; non si tratta di una dimostrazione di abilità tecnica, bensì «il rincorrersi dei motivi valido come traduzione mimetica dell'accavallamento di pensieri dolorosi che assalgono la mente e dai quali è impossibile liberarsi».
Il primo soggetto è costruito sulla base del secondo tema (o frase contrastante) della marcia. Le prime quattro note dei due temi sono l'inversione uno dell'altro (confrontare le battute 17-18). Il secondo soggetto completa il primo sia armonicamente che drammaticamente col trillo ascendente che risponde a quello discendente del primo soggetto. Il controsoggetto ha la sua importanza in quanto il suo movimento di semicrome conferisce energia motoria a tutto il pezzo.
Le "entrate" sono cinque (lo schema seguente sintetizza le prime 20 battute del fugato);
| Entrata | Battuta | Tonalità  | Primo soggetto             | Secondo soggetto | Controsoggetto  |
| ------- | ------- | --------- | -------------------------- | ---------------- | --------------- |
| Prima   | 114     | fa minore | violini secondi            | fagotto e viole  |                 |
| Seconda | 117     | do minore | violini primi              | flauto           | violini secondi |
| Terza   | 121     | fa minore | viole e violoncelli        | clarinetto       | violini primi   |
| Quarta  | 126     | do minore | violoncelli e contrabbassi | violini secondi  | viole           |
| Quinta  | 130     | fa minore | legni                      | violini e ottoni | archi bassi     |

Le distanze delle cinque entrate non sono uguali, poiché il compositore è più interessato a creare un grande crescendo prodotto dalla moltiplicazione dell'organico strumentale e culminante nell'ultima entrata con l'intervento degli ottoni.
L'apice è raggiunto a misura 135 con una modulazione a mi bemolle maggiore che prepara un'ultima entrata dei corni e clarinetti con il primo soggetto espanso. Variante subito ripresa in do minore a misura 139 dagli archi bassi. Tutto questo episodio è contrappuntato da scale ascendenti-discendenti derivate dal controsoggetto.
A misura 145 si entra in una fase cadenzante, preparazione a un'ulteriore sezione contrastante con la quale si chiude l'episodio fugato. La fase cadenzante coincide con una modulazione alla dominante della dominante (re maggiore) evidenziata dal pedale sulla nota re dei corni (misure 145 - 148) che a misura 149 si risolve su un accordo di sol minore subito seguito da alcuni pesanti accordi dei soli archi su un'armonia di settima diminuita (sol settima diminuita). Quindi una cadenza perfetta (re maggiore - re maggiore 7a) a sol minore conduce al tema della marcia (ridotto a 2 battute) esposto sottovoce dai violini primi.[battute 148-154]
L'ultima fase del Fugato (misure 159 - 172) è un episodio contrastante su armonie instabili: dal la bemolle maggiore (sopradominante della tonica) si approda al sol minore (dominante della tonica) in preparazione al ritorno del tema della marcia alla tonica (do minore). Le prime 10 misure di questa sezione sembrano scatenare una violenza apocalittica, un «ultimo tentativo di rivolta», che incomincia a placarsi a misura 168 con l'armonia che si stabilizza sul sol minore (dominante di do minore) e il successivo decrescendo generale punteggiato dai singhiozzi del flauto e violini primi fino alla ripresa del tema della marcia. Un pedale di dominante (violini secondi e viole) accompagna tutta questa seconda parte.

### Ripresa della marcia
La ripresa della marcia (misure 173 - 208) può essere divisa in tre sezioni principali: 
1. tema della marcia;
2. tema contrastante (o secondo tema) con un breve ponte di collegamento;
3. ritorno della marcia con codetta.[42][49][50]

A ragione questa parte è una ripresa; infatti le battute 173 - 209 corrispondono alle battute 1 - 64 senza le ripetizioni.
1. Tema della marcia (misure 173 - 180): il tema è esposto insieme dall'oboe e dal clarinetto con accompagnamento di terzine (strumenti alti). Fagotti e archi bassi propongono alcuni frammenti tratti dalla "seconda frase contrastante" (misure 23 - 30). Gli ottoni rimarcano il ritmo della marcia. La tonalità iniziale è do minore.[34] Questa ripetizione della marcia, dopo l'esaltazione del fugato, è «un rivivere eventi ormai lontani.... la marcia è ora sostituita dal suo ricordo».[51] Basta notare come ora il tema è privato dall'anacrusi e dal salto iniziale di quarta.
2. Tema contrastante (misure 181 - 194): l'apparizione del tema contrastante o secondo tema, nella tonalità di mi bemolle maggiore[34], sembra calmare ulteriormente l'agitazione. Ma già a misura 187, con il ritorno del terzo tema, delle figurazioni di terzine di semicrome e successivamente biscrome «riprendono a movimentare come un fremito quasi inavvertito il tessuto polifonico».[51] Anche l'ambientazione armonica si fa più scura: il mi bemolle maggiore si trasforma in sol minore (dominante della tonica) che alla fine modula nel fa minore, passando per la sua dominante (do maggiore settima a misura 194).[49]
3. Tema della marcia (misure 195 - 209): il ritorno del tema principale questa volta è completo di anacrusi e salto di quarta. La tensione continua fino all'esplosione dissonante dei fiati a misura 204, quindi con una breve codetta l'armonia ritorna sulla tonica (do minore).

### Coda finale
Alla coda finale sono assegnate le ultime 39 misure (209 - 247). Un crescendo della battuta 208 modula (nella seconda metà della misura) dal do minore al sol maggiore settima, che nella battuta seguente, cadenza in un accordo di la bemolle maggiore: «la Coda è introdotta dalla più classica delle sorprese armoniche, la cadenza d'inganno». Un breve collegamenti di quattro misure (209 - 212) dei violini introduce una nuova figurazione con l'armonia della sopradominante (la bemolle maggiore) che si trasforma in uno sviluppo lamentoso pieno di sospiri.
Appare ora a misura 223 il terzo tema. L'armonia è tornata alla tonica (do minore) tramite un passaggio basato sull'accordo di sesta napoletana (il la bemolle maggiore precedente si è portato sul re bemolle maggiore la cui risoluzione è sul V grado dal quale si approda al I grado - do minore). Del tema si sente solamente la prima metà, il resto è costruito su reiterazioni della cadenza perfetta (V - I) che introduce per l'ultima volta il tema della marcia (misure 238 - 247) sempre più frammentato e stravolto da un'imprevedibile traslocazione delle pause «senza alcun riguardo ai tempi forti e deboli della battuta». Qui il tema pare che si spezzi «e si rompe sempre più, fin che, come sfinito, muore in un lungo accordo tenuto». «Conclusione quindi tragica, ma non pessimistica, di questa meditazione sul destino comune dell'umanità».

### Schema riassuntivo
| Parte                  | Sezione                                  | Sottosezione                     | Grado                                                     | Tonalità                           | Battute:da-a |
| ---------------------- | ---------------------------------------- | -------------------------------- | --------------------------------------------------------- | ---------------------------------- | ------------ |
| Esposizione            | Prima sezione                            | Tema della marcia                | I (tonica)                                                | do minore                          | 1 – 8        |
| Esposizione            | Prima sezione                            | Ripetizione variata della marcia | I (tonica) ⇒ III (relativa maggiore)                      | do min. ⇒ mi b magg.               | 8 – 16       |
| Esposizione            | Seconda sezione                          | Secondo tema                     | III (relativa maggiore) ⇒ V (dominante)                   | mi b magg. ⇒ sol magg.             | 17 - 23      |
| Esposizione            | Seconda sezione                          | Collegamento (o terzo tema)      | V (dominante) ⇒ IV (sottodominante)                       | sol magg. ⇒ fa minore              | 23 - 30      |
| Esposizione            | Seconda sezione                          | Tema della marcia variata        | IV (sottodominante ⇒ III (relativa maggiore)              | fa minore ⇒ mi b magg.             | 30 - 36      |
| Esposizione            | Seconda sezione                          | Secondo tema variato             | III (relativa maggiore) ⇒ V (dominante)                   | mi b magg. ⇒ sol magg.             | 37 - 42      |
| Esposizione            | Seconda sezione                          | Collegamento                     | V (dominante)                                             | sol maggiore                       | 43 - 50      |
| Esposizione            | Seconda sezione                          | Tema della marcia variata        | IV (sottodominante) ⇒ I (tonica)                          | fa minore ⇒ do minore              | 50 - 55      |
| Esposizione            | Codetta                                  | Terzo tema (prima frase)         | I (tonica)                                                | do minore                          | 56 - 59      |
| Esposizione            | Codetta                                  | Terzo tema (seconda frase)       | I (tonica)                                                | do minore                          | 60 - 64      |
| Esposizione            | Codetta                                  | Cadenza finale                   | I (tonica)                                                | do minore                          | 65 - 68      |
| Parte in "maggiore"    | Tema in "maggiore" (esposizione)         |                                  | I (tonica maggiore) ⇒ V (dominante)                       | do maggiore ⇒ sol maggiore         | 69 - 79      |
| Parte in "maggiore"    | Tema in "maggiore" (elaborazione)        |                                  | I (tonica maggiore) ⇒ IV (sottodominante)                 | do maggiore ⇒ fa maggiore          | 80 - 89      |
| Parte in "maggiore"    | Tema in "maggiore" (ripresa)             |                                  | I (tonica maggiore)                                       | do maggiore                        | 90 - 100     |
| Parte in "maggiore"    | Collegamento                             |                                  | I (tonica maggiore) ⇒ IV (sottodominante) ⇒ V (dominante) | do magg. ⇒ fa min. ⇒ sol magg.     | 101 - 104    |
| Svolgimento ("minore") | Ripresa incompleta del tema della marcia |                                  | I (tonica) ⇒ IV (sottodominante)                          | do minore ⇒ fa minore              | 105 - 113    |
| Svolgimento ("minore") | Parte centrale                           | Fugato                           | IV (sottodominante) ⇒ III (rel. magg.) ⇒ I (tonica)       | fa minore ⇒ mi b magg. ⇒ do minore | 114 - 144    |
| Svolgimento ("minore") | Parte centrale                           | Fase cadenzante                  | II (sopratonica) ⇒ V (dominante)                          | re magg. ⇒ sol minore              | 145 - 153    |
| Svolgimento ("minore") | Parte centrale                           | Ripresa della marcia             | V (dominante)                                             | sol minore                         | 154 - 158    |
| Svolgimento ("minore") | Parte centrale                           | Sezione contrastante             | VI (sopradominante) ⇒ V (dominante) ⇒ I (tonica)          | la b mag. ⇒ sol minore ⇒ do minore | 159 - 172    |
| Ripresa                | Tema della marcia                        |                                  | I (tonica)                                                | do mnore                           | 173 - 180    |
| Ripresa                | Fase contrastante                        | Secondo tema                     | III (relativa maggiore) ⇒ V (dominante)                   | mi b magg. ⇒ sol minore            | 181 - 186    |
| Ripresa                | Fase contrastante                        | Collegamento (terzo tema)        | V (dominante) ⇒ IV (sottodominante)                       | sol minore ⇒ fa minore             | 187 - 194    |
| Ripresa                | Tema della marcia                        | Tema                             | IV (sottodom.) ⇒ I (tonica) ⇒ III (rel. magg.)            | fa min. ⇒ do min. ⇒ mi b magg.     | 195 - 199    |
| Ripresa                | Tema della marcia                        | Codetta                          | ⇒ I (tonica)                                              | ⇒ do minore                        | 200 - 208    |
| Coda                   | Ponte di collegamento                    |                                  | VI (sopradominante)                                       | la b maggiore                      | 209 - 212    |
| Coda                   | Nuovo tema della coda                    |                                  | VI (sopradominante)                                       | la b maggiore                      | 213 - 222    |
| Coda                   | Terzo tema e cadenze                     |                                  | I (tonica)/V (dominante)                                  | do minore/sol minore)              | 223 - 238    |
| Coda                   | Tema della marcia e accordi conclusivi   |                                  | I (tonica)                                                | do minore                          | 238 - 247    |

## Analisi del terzo movimento
Il terzo movimento della sinfonia ha come metro tre quarti; la tonalità di base è mi bemolle maggiore. L’indicazione agogica (o tempo) indicata è "Allegro vivace". Il terzo movimento, chiamato anche "Scherzo", può essere diviso in 4 parti:
1. Esposizione dello Scherzo in due o tre o più sezioni a seconda dei Commentatori (misure 1 - 166);[42]
2. Trio diviso in due sezioni (misure 166 - 258);
3. Scherzo da capo (misure 258 - 422);
4. Coda finale (misure 423 - 442).

Con il terzo movimento dell'Eroica si inaugura «un nuovo genere destinato a grande fortuna, lo scherzo sinfonico». Il terzo movimento di una sinfonia che normalmente era assegnato al "Minuetto" (confrontare le sinfonie o i quartetti di Haydn e Mozart), ora è sostituito dallo scherzo sinfonico. Sembra che inizialmente Beethoven pensasse ad un Minuetto sostituito, nel corso dello sviluppo, a poco a poco dallo Scherzo. Il modello formale di riferimento rimane il classico minuetto, ma cambiano le dimensioni, l'impegno costruttivo, ma soprattutto lo spirito del brano che si fa sempre più partecipe del resto della sinfonia.
In particolare nel primo movimento il ritmo che, soprattutto sotto forma emiolica, s'imponeva con funzioni destabilizzanti, ora in questo movimento si manifesta senza mezze misure e la componente ritmica viene elaborata a livello tematico-strutturale. È il contrasto ritmico che distingue soprattutto questo terzo movimento: da un lato il tempo ternario di base, dall'altro spesso la linea melodica è costruita su note legate tra loro a due a due (ritmo binario o pari); ciò provoca un continuo spostamento degli accenti aumentando l'agitazione e la nervosità del brano.
Anche la dinamica contribuisce alla sensazione di potenza di questo Scherzo. Si passa dalla dinamica estremamente sommessa (in partitura è indicato "sempre pianissimo e staccato") al fortissimo della battuta 93. La dinamica piano è raggiunta dopo una serie di sforzando (battute 115 - 126). Quindi nelle ultime battute si torna al fortissimo. «L'organizzazione dell'insieme definita dalle dinamiche è perciò indipendente e trasversale rispetto a quella della struttura formale».
A proposito delle dimensioni può essere interessante confrontare le durate delle varie parti di questo Scherzo, ma soprattutto le proporzioni tra le varie parti:
- Scherzo: 302 battute.
- Trio: 150 battute.
- Scherzo da capo: 168 battute.
- Coda finale: 20 battute

L'esposizione dello scherzo occupa quasi la metà del movimento che insieme alla ripetizione «conferisce a questa sezione una assoluta preminenza.... e determina il carattere predominante del movimento, rispetto al quale il Trio appare come un'oasi di relativa distensione».

### Esposizione dello scherzo
L'esposizione dello scherzo può essere suddivisa in quattro parti:
- Prima parte: frase principale (misure 1 - 28).
- Seconda parte: elaborazioni e collegamenti (misure 29 - 76).
- Terza parte: ripresa della frase principale (misure 77 - 115).
- Quarta parte: motivo contrastante - coda finale (misure 115 - 166).

Nella prima parte: frase principale un motivo in rilievo, presentato dall'oboe e dal flauto, appare solamente alla settima misura; prima un'atmosfera, tutta scosse e sussulti, è realizzata dal pianissimo delle sole parti degli archi (l'indicazione iniziale è sempre pianissimo e staccato). In realtà anche la parte iniziale degli archi fa parte del tema dello Scherzo: dalla misura 1 alla 14 un'unica frase musicale si sviluppa prima in ascesa partendo dalla dominante inferiore raggiunge la dominante superiore, quindi in discesa si ritorna alla nota di partenza. Le triadi delineate sono quelle del primo grado (mi bemolle maggiore - tonica) inizio e fine del tema e del quinto grado (si bemolle maggiore - dominante) nelle battute centrali dell'ascesa. Da un punto di vista strutturale si possono individuare tre cellule (o motivi) tematiche distinte:
- "a": oscillazione tra una nota e quella superiore (prime 4 misure);
- "b": nota singola ribattuta (misure 7 - 8);
- "c": successione discendente di due minime puntate (misure 10 - 13).

Questi tre elementi sono ampiamente sfruttati nel corso della composizione. Da notare infine l'andamento iniziale dei violini che presenta un ritmo binario innestato su un metro ternario (ritmo emiolico). [battute 1-14]
Il tema, a misura 15, viene ripresentato alla dominante (si bemolle maggiore) con l'aggiunta del flauto e del fagotto. La frase musicale si chiude con un pedale sul si bemolle (battute 28 - 30).
Nella seconda parte: elaborazioni e collegamenti (misure 30 - 76) il tema piano piano prende corpo e acquista le prime elaborazioni. Le cellule si allungano: il motivo "a", prima dell'entrata dei fiati, occupa ora 13 battute (da 28 a 40). Nell'esposizione occupava 7 misure. Anche l'armonia si evolve: dopo un inizio sul si bemolle maggiore, i fiati presentano la loro parte di tema ("b" + "c") in fa maggiore (dominante della dominante).
A misura 49 appare la prima variante di rilievo del tema: uno sviluppo imitativo della cellula "c" che si conclude sul sol minore (dominante della relativa minore della tonica). [battute 49-56]
Lo sviluppo prosegue sui temi "a" e "c". Questa seconda parte si conclude con un collegamento cadenzante (dominante di sol minore / dominante di mi bemolle maggiore) basato sul primo motivo "a" prima alle viole e poi ai violoncelli e contrabbassi (misure 69 - 76).
La terza parte: ripresa della frase principale (misure 77 - 115) vede un'esplosione del tema (a misura 93)  in un vorticoso fortissimo con la partecipazione di tutta l'orchestra (soprattutto fiati e timpani). L'armonia torna alla tonica (mi bemolle maggiore) mentre i due motivi ("b" e "c") vengono elaborati in canone tra strumenti alti e bassi. [battute 93-109]
In questa terza parte si ritorna all'atmosfera iniziale. Può essere una forzatura ma è inevitabile leggere le sezioni prima parte come un'esposizione e terza parte come una ripresa, pensando quindi alla struttura della "forma-sonata". Le analogie sono molte: il percorso armonico del tema scorre dalla tonica (mi bemolle maggiore) alla dominante (si bemolle maggiore), nella terza parte l'armonia torna continuamente alla tonica, la dominante è bilanciata dalla presenza della sottodominante (la bemolle maggiore - battute 105 - 110), infine nella sezione finale (quarta parte) la tonica viene più che confermata.
Nella quarta parte: motivo contrastante - coda finale (misure 115 - 166) «si ripete qui il fenomeno, già osservato su scala più grande nel primo movimento, per cui una forma in origine tripartita diviene tendenzialmente quadripartita». Infatti quest'ultima parte dell'esposizione dello scherzo si presenta come un vero e proprio ulteriore sviluppo, introducendo addirittura del nuovo materiale. Per rendersi conto di ciò basta confrontare le durate delle quattro parti dello scherzo:
- Prima parte: 28 battute.
- Seconda parte: 48 battute.
- Terza parte: 39 battute.
- Quarta parte: 51 battute.

La quarta parte inizia con un nuovo motivo contrastante (misure 115 - 119): una discesa all'unisono degli archi di minime alternate a semiminime puntate sulle note della triade della tonica. Anche se questo nuovo motivo può sembrare estraneo da un punto di vista ritmico, in realtà esso rientra nel materiale comune in quanto appartiene alle figure basate sulla triade perfetta. La discesa di minime e semiminime viene nuovamente riproposta dopo un breve inserimento cadenzante (sulla dominante) del motivo "b". [battute 115-126]
Alcuni Autori fanno derivare il motivo contrastante dalla tematica del primo movimento e lo considerano un vero e proprio tema secondario, spostando quindi l'inizio della Coda finale a misura 127.
Segue un'elaborazione del motivo "a" caratterizzata dal dialogo fra legni e archi. L'armonia iniziata con la relativa minore attraverso intervalli di quarta raggiunge la tonica: do minore - fa minore - si bemolle maggiore - mi bemolle maggiore.  [battute 127-143]
Quello che segue (misure 143 - 166) è un ulteriore sviluppo con una cadenza finale degli ultimi tre accordi (mi bemolle maggiore - si bemolle maggiore - si bemolle maggiore settima) che conduce alla ripetizione dello scherzo. Nella ripetizione la cadenza è conclusiva sulla tonica.

### Trio
Il trio può essere suddiviso in quattro parti:
- Prima parte: esposizione del tema del trio (misure 167 - 197).
- Seconda parte: elaborazione del trio (misure 198 - 224).
- Terza parte: ripresa della frase principale (misure 225 - 235).
- Quarta parte: cadenza e coda finale (misure 236 - 258).

Il tema del trio (misure 167 - 197) è costituito da un periodo formato da due frasi di 8 misure ciascuna. Il periodo viene ripetuto integralmente. L'organico strumentale è basato soprattutto sui 3 corni; gli archi e l'oboe intervengono solamente alla fine di ogni frase. L'armonia è saldamente ancorata alla tonalità di base (mi bemolle maggiore) con alcune digressioni alla dominante (si bemolle maggiore). Il timbro dei tre corni spicca «come una macchia di colore nella scabra spianta dello Scherzo». [battute 167-182]
Il periodo precedente termina con la tonalità di la bemolle maggiore (misura 198), diventando il mi bemolle, per un istante, la dominante di questa nuova tonalità con la quale verrà introdotto lo sviluppo del trio (misure 198 - 224). Sviluppo basato soprattutto sulla seconda frase del tema (misure 174 - 181 dell'esposizione del trio). L'armonia dal la bemolle maggiore modula al fa minore (battuta 205), tonalità relativa minore del la bemolle maggiore; il fa minore modula nel si bemolle maggiore (battuta 216), il fa minore è la dominante del si bemolle maggiore; il si bemolle maggiore modula nel mi bemolle maggiore (battuta 225), il si bemolle maggiore è la dominante di mi bemolle maggiore (tonalità di base). Ed è con questa tonalità che viene ripreso a misura 225 il tema del trio che questa volta non viene ripetuto.
Le ultime battute del trio (misure 236 - 258) si presentano sotto forma di una cadenza che dal mi bemolle maggiore (provvisoriamente sentito come dominante di la bemolle maggiore) si raggiunge a misura 243 il do minore (relativa minore di mi bemolle maggiore). A questo punto il ritorno dei corni sulla dominante di la bemolle maggiore, ossia mi bemolle maggiore, riafferma la tonalità di base.

### Scherzo da capo e coda
Lo Scherzo da misura 259 a misura 422 viene ripetuto come le prime 164 misure. Unica variante un cambiamento ritmico ("Alla breve") alla misura 381. La coda sviluppa brevemente un motivo cromatico ascendente per risolversi negli accordi conclusivi basati sulla classica cadenza tonica - settima di dominante - tonica alle misure 429-431 e quella perfetta (I - V - I) nelle ultime misure.
La Coda è molto breve ma ricca di elementi sia già sentiti che nuovi. Il pulsare oscillante in pianissimo tra tonica e dominante dei timpani fa da base ai valori lunghi dei legni che esprimono una figura ascendente cromatica fino a raggiungere gli accordi liberatori conclusivi.
Visto in prospettiva lo scherzo «non è di contrasto con quanto lo precede, bensì di mediazione». Nello scherzo i sentimenti tragici della Marcia funebre si dissolvono lentamente, ma non del tutto, e «ci dice che neppure il Finale sarà una granitica affermazione di certezze».

### Schema riassuntivo
| Parte                     | Sezione                                         | Sottosezione                                | Grado                                                                  | Tonalità                                  | Battute:da-a |
| ------------------------- | ----------------------------------------------- | ------------------------------------------- | ---------------------------------------------------------------------- | ----------------------------------------- | ------------ |
| Esposizione dello Scherzo | Prima parte (frase principale)                  | Primo periodo                               | I (tonica)                                                             | mi bemolle maggiore                       | 1 – 14       |
| Esposizione dello Scherzo | Prima parte (frase principale)                  | Secondo periodo                             | I (tonica) ⇒ V (dominante)                                             | mi bemolle maggiore ⇒ si bemolle maggiore | 15 – 28      |
| Esposizione dello Scherzo | Prima parte (frase principale)                  | Frase di chiusura                           | V (dominante)                                                          | si bemolle maggiore                       | 28 – 30      |
| Esposizione dello Scherzo | Seconda parte (elaborazioni e collegamenti)     | Tema                                        | V (dominante) ⇒ II (dominante della dominante)                         | si bemolle maggiore ⇒ fa maggiore         | 30 – 48      |
| Esposizione dello Scherzo | Seconda parte (elaborazioni e collegamenti)     | Sviluppo imitativo                          | II (dominante della dominante) ⇒ III (dominante della relativa minore) | fa maggiore ⇒ sol minore                  | 49 - 68      |
| Esposizione dello Scherzo | Seconda parte (elaborazioni e collegamenti)     | Collegamento cadenzante                     | VII (dominante di sol minore) / V (dominante di mi bemolle maggiore)   | re maggiore / si bemolle maggiore         | 69 - 76      |
| Esposizione dello Scherzo | Terza parte (ripresa del tema)                  | Tema                                        | I (tonica)                                                             | mi bemolle maggiore                       | 77 - 115     |
| Esposizione dello Scherzo | Quarta parte (tema contrastante e coda)         | Tema contrastante                           | I (tonica)                                                             | mi bemolle maggiore                       | 115 -126     |
| Esposizione dello Scherzo | Quarta parte (tema contrastante e coda)         | Ulteriore elaborazione del Tema             | VI (relativa minore) ⇒ I (tonica)                                      | do minore ⇒ mi bemolle maggiore           | 127 - 142    |
| Esposizione dello Scherzo | Quarta parte (tema contrastante e coda)         | Cadenza conclusiva dello Scherzo            | I (tonica)                                                             | mi bemolle maggiore                       | 143 - 166    |
| Trio                      | Esposizione del trio                            | Prima frase                                 | I (tonica)                                                             | mi bemolle maggiore                       | 167 – 173    |
| Trio                      | Esposizione del trio                            | Seconda frase                               | I (tonica)                                                             | mi bemolle maggiore                       | 174 – 181    |
| Trio                      | Esposizione del trio                            | Ripetizione del Tema                        | I (tonica) ⇒ IV (sottodominante)                                       | mi bemolle maggiore ⇒ la bemolle maggiore | 182 – 197    |
| Trio                      | Sviluppo del Trio                               |                                             | IV (sottodominante) ⇒ V (dominante)                                    | la bemolle maggiore ⇒ si bemolle maggiore | 198 - 224    |
| Trio                      | Ripresa del Trio                                |                                             | I (tonica)                                                             | mi bemolle maggiore                       | 225 - 235    |
| Trio                      | Coda del Trio                                   |                                             | ⇒ I (tonica)                                                           | ⇒ mi bemolle maggiore                     | 236 - 258    |
| Scherzo "da capo"         | (Ripetizione integrale delle prime 164 battute) | (A misura 381 cambio di ritmo "Alla breve") |                                                                        |                                           | 259 - 422    |
| Coda finale               |                                                 |                                             | I (tonica)                                                             | mi bemolle maggiore                       | 423 – 442    |

## Analisi del quarto movimento
Il quarto movimento della sinfonia ha come metro due quarti; la tonalità di base è mi bemolle maggiore. L’indicazione agogica (o tempo) indicata è "Allegro molto", "Poco andante" a misura 349 e "Presto" a misura 431. Questo ultimo movimento può essere diviso in 4 parti:
- Introduzione (misure 1 - 75);
- Tema e sei variazioni (misure 76 - 380);
- Ripresa del Tema (misure 381 - 430);
- Coda finale (misure 431 - 475).

In questo ultimo movimento della sinfonia i due poli fondamentali dell'armonia classica, la tonica e la dominante, sono inseriti in soluzioni formali di grande varietà. Uno dopo l'altro si trovano la forma-sonata, il rondò, il contrappunto, il tema e variazioni e i ritmi di danza provenienti dalla forma originale del tema.
Beethoven, nell'inserire delle variazioni in questo movimento della sinfonia, ha dovuto conciliare la struttura a contrapposizioni successive tipica delle "variazioni" con una natura più "processuale" della "forma-sonata" dei movimenti sinfonici. La soluzione che Beethoven ha adottato, almeno secondo alcuni commentatori, è stata quella delle "variazioni alternate"; ossia alternando le variazioni su due elementi strutturali: la Melodia del Tema e il Basso del Tema. Questi due elementi separati ed elaborati in modo variamente alternativo hanno permesso all'autore di sviluppare un certo arco evolutivo (e quindi drammatico) pur mantenendo l'unitarietà necessaria al movimento di una sinfonia. La tabella seguente mostra come i due elementi (melodia del tema e basso del tema) sono stati distribuiti nel quarto movimento della sinfonia:
| Introduzione | Tema      | Var. I       | Var. II | Var. III         | Var. IV   | Var. V       | Var. VI | Coda |
| ------------ | --------- | ------------ | ------- | ---------------- | --------- | ------------ | ------- | ---- |
| BdT          | MdT + BdT | BdT (fugato) | MdT     | Nuovo tema + BdT | MdT + BdT | Fuga sul BdT | MdT     | MdT  |

È da notare inoltre che alcune variazioni (e forse tutte) possono essere considerate quasi delle elaborazioni indipendenti su temi dati. In conclusione la tipica struttura della forma-sonata fondamentalmente qui è assente. La contrapposizione dei due elementi chiave di questo movimento (melodia del tema e basso del tema) non hanno i caratteri tipici del primo e secondo tema di un movimento di sonata e manca il contrasto tipico tra tonica e la dominante, anche se il piano tonale presenta un certo processo evolutivo.
Entrambi i temi del movimento (il basso del tema e la melodia del tema) sono ricavati da un'opera precedente di Beethoven: Le creature di Prometeo. Inoltre c'è uno stretto collegamento strutturale tra questo movimento e le "15 variazioni per pianoforte op. 35". Entrambe iniziano con delle variazioni sul Basso del Tema e solo successivamente viene introdotto il tema vero e proprio (la contraddanza del Finale del "Prometeo"), mentre il tema del basso acquista la sua funzione di supporto armonico secondo le norme. In seguito l'opera 35 prosegue con un totale di 15 variazioni e con un Finale realizzato da una fuga seguito da un andante con moto (Coda dell'opera) dove la melodia del tema termina in una solenne apoteosi. Nella presente sinfonia le variazioni sono 6 con alla fine una ripresa del tema e una coda.
Il tema, alla base delle variazioni, quello ricavato da "Prometeo", è stato più volte criticato come non adatto per il finale di una sinfonia eroica. Tuttavia «l'uso che Beethoven fa dell'elegante tema di danza è in ogni caso così ingegnoso e complesso da trasformarlo nell'elemento portante di una architettura in continua espansione». Inoltre il tema si presta molto bene come punto di partenza per delle variazioni: la fraseologia è perfettamente simmetrica (8 x 2 + 8 x 2), mentre l'arco armonico è molto semplice e lineare (tonica => dominante => tonica); inoltre al suo interno si trovano delle formule melodiche e ritmiche ben caratterizzate per essere ulteriormente sviluppate. Ancora maggiore importanza ha la testa del basso del tema che con i suoi intervalli di base (quinta: mi - si; quarta: si - mi; ottava: si - si) influenza tutto il movimento sia da un punto di vista tematico che armonico. Anche la melodia del tema ha alcune caratteristiche notevoli: l'intervallo di terza nelle prime quattro battute e l'alternanza I - V - I (tonica - dominante - tonica).
La struttura di questo ultimo movimento, ossia la numerazione progressiva delle variazioni, è diversa secondo i vari commentatori (vedere la tabella comparativa più avanti). Le due variazioni iniziali (misure 44 - 74) sul basso del tema per alcuni sono da considerarsi comprese nell'introduzione del movimento, per altri sono le prime due variazioni di tutto il movimento, anche se in realtà la melodia del tema viene presentato solamente a misura 75. Ad esempio le due variazioni a 3 voci e a 4 voci delle misure 44-59 e 60-74 sono considerate da alcuni come una variazione doppia.
Non tutti i commentatori sono concordi nell'assegnare lo stesso numero di variazione alle varie fasi di questo movimento. La tabella seguente mette a confronto alcune di queste interpretazioni.
| Episodio            | Misure    | Fabrizio Della Seta  | Luigi Della Croce                   | Paolo Troncon                                      | Marco Gozzi                           | Jordan Randall Smith                      |
| ------------------- | --------- | -------------------- | ----------------------------------- | -------------------------------------------------- | ------------------------------------- | ----------------------------------------- |
| BdT                 | 12 - 43   | Tema del basso       |                                     | Tema ostinato                                      | Tema X                                | Tema                                      |
| Variazione a 3      | 44 - 59   | Elaborazione del TdB | Variazione I                        | Variazione (con controsoggetti)                    | Prima variazione del Tema X           | Variazione I                              |
| Variazione a 4      | 60 - 75   | Elaborazione del TdB | Variazione II                       | Variazione (con contrappunti)                      | Seconda variazione del Tema X         | Variazione II                             |
| MdT                 | 76 - 116  | Tema della melodia   | Variazione III                      | Variazione (tema ostinato + tema fondamentale)     | Tema A                                | Variazione III                            |
| Fugato sul BdT      | 117 - 174 | Variazione I         | Variazione IV                       | Fuga a 5 entrate (sul tema ostinato)               | Fugato sul Tema X                     | Variazione IV                             |
| MdT                 | 175 - 210 | Variazione II        |                                     |                                                    | Prima e seconda variazione sul Tema A | Variazione V                              |
| Tema "alla marcia"  | 211 -257  | Variazione III       |                                     | Nuovo tema all'oboe e fagotti                      | Nuova variazione sui temi A-X         | Variazione VI                             |
| MdT                 | 258 - 276 | Variazione IV        |                                     |                                                    | Quarta variazione sul Tema A          | Variazione VII                            |
| Fugato a 2 soggetti | 277 - 348 | Variazione V         |                                     | Esposizione a 5 entrate (tema ostinato rovesciato) | Episodio fugato                       | Continuazione della variazione precedente |
| "Poco andante"      | 349 - 380 | Variazione VI        | Ultima variazione con un nuovo tema | Tema (variato)                                     | Quinta variazione (Tema A)            | Variazione VIII                           |
| MdT                 | 381 - 396 | Ripresa              |                                     | Ripresa                                            | Sesta variazione sul Tema A           | Variazione X                              |

### Introduzione
L'introduzione (misure 1 - 75) presenta due prime (e isolate) variazioni sul basso del tema. L'inizio consiste in una volata discendente degli archi sul re minore (la dominante di sol minore, ossia la relativa minore di si bemolle maggiore; quest'ultima è la dominante della tonalità di base: mi bemolle maggiore). «Un gesto imperioso che segna un subitaneo rompere gli indugi, un decisivo capovolgimento della situazione precedente». Alle quartine di semicrome degli archi seguono le semiminimesemiminime di tutta l'orchestra: una serie di accordi ascendenti sul si bemolle maggiore. [battute 1-11]
Dalla battuta 12 e fino alla fine dell'introduzione l'armonia è saldamente ancorata al mi bemolle maggiore (la tonica). Appare subito il basso del tema (prima frase) presentato dai pizzicati degli archi.[battute 12-19]
La frase viene subito ripetuta con l'aggiunta dei legni alternati ad ogni nota dagli archi. La seconda frase, da misura 29 a misura 36, una specie di risposta alla prima frase, inizia perentoriamente con una terzina di crome in fortissimo dei fiati sulla nota si bemolle seguita dal pizzicato degli archi (come nella prima frase ma con un disegno melodico diverso).
L'Introduzione si conclude con una doppia variazione prima a 3 voci e poi a 4 voci dei solo archi. Entrambe le variazioni sono formate da due periodi di 8 + 8 battute (domanda e risposta), ossia in tutto 4 frasi tutte ritornellate. Nella prima variazione (a 3 voci) la distribuzione delle voci è la seguente: basso del tema ai violini II, contrappunto ai violini I e violoncelli. L'inizio di questa variazione (pausa di una croma seguita da una terzina di crome) può essere ricondotta all'inversione della figura (prima la terzina e poi la pausa) che si trova sia nel basso del tema a battuta 29 che nella melodia del tema a battuta 93 ("inciso a"). [battute 44-59]
Nella seconda variazione il basso del tema è ai violini I, il contrappunto ai violini II, viole e violoncelli. [battute 59-67]

### Tema e sei variazioni
A misura 76 viene esposto finalmente il tema vero e proprio (prima frase del tema della melodia); questo è assegnato ai legni, mentre i corni e gli archi bassi esprimono il tema del basso. I violini secondi, nel frattempo, producono delle figure ornamentali. L'armonia è saldamente ancorata al mi bemolle maggiore. [battute 76-84]
A misura 83 la frase viene ripetuta nella dinamica forte (melodia del tema ai violini primi e viole e Basso del Tema alle trombe con rinforzo dei timpani). A misura 92 appare la seconda frase. Nella prima parte (misure 92 - 95) il tema è esposto dagli oboi e dai violini primi, nella seconda parte (misure 95 - 99) la strumentazione è molto simile a quella realizzata nelle misure 76 - 83. Inoltre nell'esposizione delle due frasi del tema si possono individuare due incisi ("a" e "b") che più volte vengono utilizzati nel corso delle variazioni.[battute 92-99]
La misura 103 è contrassegnata da un accordo di settima di dominante con corona. Sembra che il discorso musicali si arresti a mezz'aria, ma prontamente la Melodia del Tema ritorna ai violini. Una breve transizione (misure 107 - 116) collega il tema con la prima variazione. Questa transizione è basata sull'inizio della seconda frase e sulla prima battuta della testa del tema; quindi un crescendo per tutta l'orchestra porta a una cadenza sull'accordo di sol maggiore (dominante di do minore, armonia di base della prossima (prima) variazione; do minore = relativa minore di mi bemolle maggiore).[battute 107- 116]
La prima variazione (misure 117 - 174) è un fugato costruito sul Basso del Tema. L'ambiente armonico è il do minore (= tonica provvisoria della fuga). La figura iniziale (pausa di una croma seguita da una terzina di crome - "inciso a") è quella della doppia variazione a 3 voci della fase introduttiva (misura 45). Inoltre a misura 124 viene utilizzata una figura di connessione derivata dalle battute 91-92 della seconda frase del tema ("inciso b").[battute 117-129]
Struttura della fuga:
- fase 1 (battuta 117): prima entrata del tema (soggetto) sulla tonica provvisoria (do) dei violini primi accompagnati da un controcanto (o controsoggetto) delle viole, clarinetto e fagotto;
- fase 2 (battuta 120): seconda entrata del tema (risposta) sulla dominante provvisoria (sol) dei violini secondi; i violini primi proseguono con lo sviluppo del tema (controsoggetto);
- fase 3 (battuta 131): terza entrata del tema (soggetto) sulla tonica provvisoria (do) delle viole; i violini secondi proseguono con il "controsoggetto", mentre i violini primi iniziano le varie "parti libere";
- fase 4 (battuta 137): quarta entrata del tema (risposta) sulla dominante provvisoria (sol) dei violoncelli e contrabbassi; il "controsoggetto" è alle viole, mentre il resto degli archi proseguono con le "parti libere". In quest'ultima fase il clarinetto e il fagotto rinforzano in crescendo la voce principale.

Finita l'esposizione della fuga iniziano i vari divertimenti contemporaneamente a un generale crescendo orchestrale (alcuni commentatori individuano una quinta entrata a misura 146 da parte dei violini primi). Il tema compare varie volte spezzato nei suoi componenti (soprattutto la testa) finché a misura 171 una cadenza/transizione conclude la variazione. Qui a un pedale di due battute sull'accordo di fa settima diminuita fa seguito un accordo di sol maggiore settima che risolve sul si minore dell'inizio della seconda variazione (in questa modulazione il basso scende cromaticamente dal la bemolle al fa diesis; quest'ultima nota è la dominante di si minore).
La seconda variazione (misure 175 - 210) è tutta basata sulla Melodia del Tema. Il punto di partenza per questa variazione è una forma che viene chiamata variazione doppia (aa bb). In realtà ogni parte è un ulteriore sviluppo/variazione di quella precedente. Questa sezione può essere considerata come un mini-ciclo di variazioni all'interno del ciclo più ampio. L'armonia dopo alcuni accordi sul si minore si stabilizza sul re maggiore. Alcuni commentatori individuano qui due variazioni separate. [battute 172-180]
Struttura della Seconda Variazione:
- misure 175 - 182: prima frase della Melodia del Tema; il tema è esposto dal flauto e dai violini primi, mentre il resto degli archi realizzano l'accompagnamento;
- misure 183 - 190: variazione della prima frase della Melodia del Tema; la variazione è sviluppata in quartine di crome dal flauto e dall'oboe con l'accompagnamento di quartine di semicrome dei violini primi;
- misure 191 - 198: variazione della seconda frase della Melodia del Tema; la figurazione dei violini primi (quartine di semicrome) è ripresa dal flauto solo (gli archi accompagnano);
- misure 199 - 206: ulteriore variazione della seconda frase della Melodia del Tema; tutta la variazione è realizzata con terzine di crome che dialogano tra archi e legni (quest'ultimi in sincope).

Completa la variazione una transizione di 4 misure su accordi di re settima (preparazione all'armonia di sol minore della successiva variazione).
La terza variazione (misure 211 - 257) introduce un nuovo tema "alla marcia". È un episodio «assolutamente imprevedibile sia per il profilo tematico sia per il carattere esotico che lo distingue da tutto il resto». La variazione è organizzata in due frasi e una codetta con cadenza finale.
- prima frase (misure 211 - 226): il nuovo tema "alla marcia" è esposto dai legni e violini primi, mentre i bassi si presentano con la testa del Basso del tema. La frase è di 8 misure + 8 misure. L'armonia di base è sol minore.
- seconda frase (misure 227 - 242): il tema "alla marcia" è esposto dalle viole e dai clarinetti, mentre la testa del basso del tema ora si trova all'acuto. La frase è di 8 misure + 8 misure. L'armonia di base è do minore.
- codetta e cadenza finale (misure 242 - 257): ulteriore sviluppo della marcia supportata dagli intervalli del basso del tema agli strumenti bassi. La cadenza si conclude con un pedale sul sol dei corni (la prossima armonia è do maggiore). [battute 211-218]

Questa variazione si trova al centro della simmetria del movimento; acquista quindi il massimo risalto accentuato anche da una nuova melodia (dal carattere popolaresco e quasi danzante) e dalla tonalità, fortemente affermata, di sol minore.
La quarta variazione (variazione doppia) è più breve, solamente 20 misure (258 - 276); è impostata prima sulla Melodia del Tema (flauti e violini primi) in do maggiore e poi sul basso del tema (prima l'oboe in do minore e poi i corni in fa minore). La seconda parte di questa variazione si appoggia a procedimenti tipici dello sviluppo sinfonico (ripetizione a diversi livelli tonali).
La quinta variazione (misure 277 - 348) consiste in un fugato seguito da un lungo pedale sulla dominante (si bemolle). Il fugato è costruito da due soggetti: il primo è l'inversione del basso del tema (violini secondi), il secondo soggetto consiste in quartine di semicrome (violini primi) e ricorda molto da vicino la figurazione di misura 92-93 ("inciso b"). Per alcuni commentatori questo fugato è un proseguimento senza soluzione di continuità della variazione precedente. [battute 279-285]
A misura 292 il flauto richiama brevemente la testa della melodia del tema. Stessa cosa avviene alla battuta 303 con i corni. Il fugato si conclude a misura 328; segue un lungo pedale portato avanti soprattutto dagli ottoni e timpani sulla dominante (si bemolle) in preparazione dell'armonia della tonica (mi bemolle maggiore) della sesta variazione. Le battute 328-339 oltre ad essere caratterizzate dal pedale presentano la testa del Basso del Tema con un ritmo diminuito (violini e viole).
Nella sesta variazione (misure 349 - 380), un'altra variazione doppia, il tempo viene cambiato in "Poco andante". La struttura è simmetrica (quattro volte otto battute):
- Prima frase della Melodia del Tema (i legni sono da soli).
- Ripetizione variata della prima frase (il tema è agli archi); un elemento importante di questa fase è l'"inciso b" (oboe alla battuta 368).
- Nuova seconda frase (il tema è esposto dall'oboe e violini I; l'accompagnamento è formato da terzine del clarinetto).
- Ripetizione variata della precedente (il tema ora è esposto dall'oboe e clarinetto).

L'armonia di questa sesta variazione è quella della tonica (mi bemolle maggiore).
Per alcuni commentatori la linea melodica esposta dai violini primi e oboe (misure 364 e seguenti) è un terzo tema.

### Ripresa del tema
A misura 381 viene ripreso il Tema principale nelle due frasi come all'inizio ma con alcune varianti soprattutto strumentali. In questa fase emergono gli ottoni e i bassi. Le misure 396 - 403 sono un collegamento alla fase successiva anche per un cambio di tonalità: dalla tonica si passa al la bemolle maggiore. Le ultime due battute del collegamento modulano dal si bemolle maggiore al mi bemolle maggiore settima (si ha l'abbassamento di un semitono del re); quest'ultimo accordo risulta la dominante di la bemolle maggiore.
Con la nuova armonia appare anche una nuova figurazione (misure 404 - 419) evidenziata dal clarinetto e dal fagotto, mentre gli archi in accompagnamento costruiscono a poco a poco, prima in modo sincopato, poi completo, delle terzine di semicrome. La nuova figurazione (pausa di semicroma e terzina di semicrome prolungata da una semiminima seguita da un'altra semicroma più bassa) che ha quasi un carattere "lamentoso" in realtà è derivata dall'inversione della figura (prima la terzina e poi la pausa) che si trova sia nel basso del tema a battuta 29 che nella melodia del tema a battuta 93 ("inciso a"), e che segna l'inizio della doppia variazione a 3 voci (misura 46) e della prima variazione (misura 117). [battuta 405]
Tutta questa fase è connotata da un continuo crescendo fino ad arrivare al fortissimo di tutta l'orchestra a misura 418. Un'ulteriore modulazione porta l'armonia nell'ambito del sol minore. Qui (misure 420 - 430) le pulsazioni delle terzine al basso e altri elementi richiamano alla mente la Marcia funebre.
Per alcuni commentatori questa ripresa coincide con una sesta (o ulteriore) imponente variazione: «è l’apoteosi del dramma e la pacificazione grandiosa e solenne di tutte le tensioni e le contrapposizioni avvenute nel corso dell’intera sinfonia».

### Coda finale
Un improvviso cambio del tempo ("Presto") e quattro misure di volate degli archi (come all'inizio) fanno ritornare l'armonia alla tonica (mi bemolle maggiore) e "lanciano" gli ottoni in una fragorosa fanfara basata sulla testa del tema (battuta 435). L'armonia è quella tonica (e dominante) fino alla fine del movimento dove una quindicina di accordi sulla tonica concludono anche la sinfonia.
La parte conclusiva è un riassunto ("uno sguardo all'indietro") oltre che dell'ultimo movimento anche di tutta la sinfonia.

### Schema riassuntivo
| Parte                           | Sezione                          | Sottosezione                               | Grado                                                                  | Tonalità                                                                                           | Battute:da-a |
| ------------------------------- | -------------------------------- | ------------------------------------------ | ---------------------------------------------------------------------- | -------------------------------------------------------------------------------------------------- | ------------ |
| Introduzione                    | Volata introduttiva degli archi  |                                            | => V (dominante)                                                       | re minore (dominante di sol minore, relativa minore di si bemolle maggiore) => si bemolle maggiore | 1 – 11       |
| Introduzione                    | Basso del tema                   | Prima frase e ripetizione                  | I (tonica)                                                             | mi bemolle maggiore                                                                                | 12 - 27      |
| Introduzione                    | Basso del tema                   | Seconda frase e ripetizione                | I (tonica)                                                             | mi bemolle maggiore                                                                                | 28 - 43      |
| Introduzione                    | Variazioni del BdT               | Variazione a 3                             | I (tonica)                                                             | mi bemolle maggiore                                                                                | 44 - 59      |
| Introduzione                    | Variazioni del BdT               | Variazione a 4                             | I (tonica)                                                             | mi bemolle maggiore                                                                                | 60 - 75      |
| Esposizione del Tema principale | Prima frase e ripetizione        |                                            | I (tonica)                                                             | mi bemolle maggiore                                                                                | 76 - 91      |
| Esposizione del Tema principale | Seconda frase e ripetizione      |                                            | I (tonica)                                                             | mi bemolle maggiore                                                                                | 92 - 107     |
| Esposizione del Tema principale | Transizione                      |                                            | => III (mediante = dominante di do minore)                             | => sol maggiore                                                                                    | 107 - 116    |
| 6 variazioni                    | Variazione 1                     | Fugato sul BdT                             | VI (sopradominante - relativa minore)                                  | do minore                                                                                          | 117 - 174    |
| 6 variazioni                    | Variazione 2                     | MdT (prima frase e variazione)             | V (dominante) => VI (sensibile)                                        | si minore => re maggiore                                                                           | 175 - 190    |
| 6 variazioni                    | Variazione 2                     | MdT (seconda frase e variazione)           | VI (sensibile)                                                         | re maggiore                                                                                        | 191 - 206    |
| 6 variazioni                    | Variazione 2                     | Transizione                                | settima di VII (sensibile)                                             | re settima                                                                                         | 207 - 210    |
| 6 variazioni                    | Variazione 3                     | Nuovo tema "alla marcia" (prima frase)     | III (mediante)                                                         | sol minore                                                                                         | 211 - 226    |
| 6 variazioni                    | Variazione 3                     | Seconda frase                              | III (mediante)                                                         | sol minore                                                                                         | 227 - 242    |
| 6 variazioni                    | Variazione 3                     | Cadenza (BdT)                              | III (mediante)                                                         | sol minore                                                                                         | 242 - 257    |
| 6 variazioni                    | Variazione 4                     | Frase sulla MdT                            | VI (sopradominante)                                                    | do maggiore                                                                                        | 258 - 265    |
| 6 variazioni                    | Variazione 4                     | Elaborazione della frase                   | VI (sopradominante) => II (sopratonica)                                | do minore => fa minore                                                                             | 266 - 276    |
| 6 variazioni                    | Variazione 5                     | Fugato a 2 soggetti                        | I (tonica)                                                             | mi bemolle maggiore                                                                                | 277 - 327    |
| 6 variazioni                    | Variazione 5                     | Cadenza (pedale)                           | V (dominante)                                                          | si bemolle                                                                                         | 328 - 348    |
| 6 variazioni                    | Variazione 6                     | "Poco andante" - Prima frase e ripetizione | I (tonica)                                                             | mi bemolle maggiore                                                                                | 349 - 364    |
| 6 variazioni                    | Variazione 6                     | Seconda frase e ripetizione                | I (tonica)                                                             | mi bemolle maggiore                                                                                | 365 - 380    |
| Ripresa del Tema                | MdT                              |                                            | I (tonica)                                                             | mi bemolle maggiore                                                                                | 381 - 396    |
| Ripresa del Tema                | Collegamento                     |                                            | V (dominante) => settima di I (tonica) = dominante la bemolle maggiore | si bemolle maggiore => settima di mi bemolle maggiore                                              | 396 - 403    |
| Ripresa del Tema                | Nuova figurazione                |                                            | IV (sottodominante) => III (mediante)                                  | la bemolle maggiore => sol minore                                                                  | 404 - 419    |
| Ripresa del Tema                | Codetta                          |                                            | III (mediante)                                                         | sol minore                                                                                         | 420 - 430    |
| Coda ("Presto")                 | Ritorno della volata degli archi |                                            | III (mediante) =>                                                      | sol minore =>                                                                                      | 431 - 434    |
| Coda ("Presto")                 | Fanfara finale                   |                                            | I (tonica)/V (dominante => I (tonica)                                  | mi bemolle maggiore                                                                                | 435 - 473    |

## Registrazioni
Discografia selettiva
- Henry Wood, Queen’s Hall Orchestra, Beulah 2PD3
- Felix Weingartner, Wiener Philharmoniker, Naxos 8 110956
- Arturo Toscanini, NBC Symphony Orchestra, Music & Arts CD1275
- Wilhelm Furtwängler, Wiener Philharmoniker, Orfeo C834 118Y
- Herbert von Karajan, Preussiche Staatskapelle, Koch Schwann 315092
- Wilhelm Furtwängler, Berliner Philharmoniker, Audite AUDITE21 403
- Erich Kleiber, Orchestra reale del Concertgebouw, Decca 482 3952
- Paul van Kempen, Berliner Philharmoniker, Decca Eloquence ELQ482 0270
- Thomas Beecham, Royal Philharmonic Orchestra, Sony SMK89887
- Herbert von Karajan, Philharmonia Orchestra, Warner 2564 63373-5
- Jascha Horenstein, Southwest German Radio Symphony Orchestra, Vox 7807
- Pierre Monteux, Wiener Philharmoniker, Decca Eloquence ELQ480 8895
- George Szell, Orchestra di Cleveland, Sony 88883 73715-2
- Bruno Walter, Columbia Symphony Orchestra, Sony 88875 12391-2
- Otto Klemperer, Philharmonia Orchestra, EMI 404275-2
- Herbert von Karajan, Berliner Philharmoniker, DG 463 088-2GB5
- Leonard Bernstein, New York Philharmonic, Sony 88883 71833-2
- John Barbirolli, BBC Symphony Orchestra, Barbirolli Society SJB1040
- Herbert von Karajan, Berliner Philharmoniker, DG/Unitel 073 4107GH3
- Carlo Maria Giulini, Los Angeles Philharmonic Orchestra, DG 447 444-2GOR
- Herbert von Karajan, Berliner Philharmoniker, DG 439 002-2GHS
- Günter Wand, Norddeutscher Rundfunk Symphony Orchestra, RCA 88697 71144-2
- Christopher Hogwood, Academy of Ancient Music, Decca 452 551-2OC5
- Frans Brüggen, Orchestra del XVIII Secolo, Decca 478 7436DC7
- Roger Norrington, London Classical Players, Erato 083423-2
- Nikolaus Harnoncourt, Chamber Orchestra of Europe, Teldec 2564 63779-2
- John Eliot Gardiner, Orchestre Revolutionnaire et Romantique, Archiv 477 8643AB5
- Claudio Abbado, Berliner Philharmoniker, DG 471 488-2GH
- Claudio Abbado, Berliner Philharmoniker, EuroArts 205 1138
- Simon Rattle, Wiener Philharmoniker, EMI 915624-2
- Riccardo Chailly, Orchestra del Gewandhaus di Lipsia, Decca 478 3494DH
- Mariss Jansons, Orchestra sinfonica della radio bavarese, BR-Klassik 900119
- Simon Rattle, Berliner Philharmoniker, BPO BPHR160091